# ワイドナショー
『ワイドナショー』（Wide na Show）は、フジテレビ系列で放送されていた情報・ワイドショー番組。
2013年10月15日未明（14日深夜）に放送開始。当初は深夜番組であったが、2014年4月6日から日曜午前へ移動し、2016年10月2日から2025年3月30日まで、毎週日曜日 10:00 - 11:15（JST）に放送されていた。

## 概要・番組の歴史
番組冒頭にナレーションされる「普段スクープされる側の芸能人が、個人の見解を話しに集まるワイドショー番組」をコンセプトとする。公式サイトには「さまざまなテーマで徹底討論。普段、コメンテーターとして出演することのない有名人たちが、持論を展開していく」と記している。
年末年始や毎年3月第2日曜日の『名古屋ウィメンズマラソン』中継（東海テレビ制作）時、毎年3月第1日曜日（2018年までは毎年2月最終日曜日）の『東京マラソン』中継がフジテレビ系列担当の場合は放送休止となる。毎年恒例の『FNS27時間テレビ』放送時も放送休止となる場合がある。これ以外は、2016年4月17日に平成28年熊本地震発災に伴い『緊急みんなのニュース〜熊本大地震その時何が〜』を放送（遅れネットしていた関西テレビも同時ネット）して休止し、2021年8月29日と2022年9月11日に『FNSラフ&ミュージック〜歌と笑いの祭典〜』の関連特番を放送して休止した。
報道番組・情報番組ではなくバラエティ番組とジャンル分けされており、番組制作もニュース総局ではなく編成制作局制作センター第二制作室が担当している。そのためスポーツの国際大会など一部ニュース映像が権利等の問題で使用できない事情を抱えている。

### 変遷
レギュラー放送開始直前の2013年10月7日 （月曜日）3:20 - 3:50に、『ワイドナショー明日からスタートSP』と題した番宣番組を放送し、10月7日（月曜日）23:10 - 23:59と2014年1月1日（水曜日 7:00 - 8:00）に『ワイドナショー全国版』と題した特別番組が全国ネットで放送された。
2014年4月期の改編に伴い4月6日から本番組は、『笑っていいとも!増刊号』の後枠の一部となる日曜日 10:00 - 11:15に枠移動する。司会の東野が10時55分から日本テレビで『旅猿シリーズ』に出演していた裏かぶりを防ぐためにステブレレス編成の2部構成となり、10:55 - 11:15は第2部『ワイドナB面』（ワイドナビーめん、英: Wide na B-men、以下、B面）として、東野を外して放送された。収録後にゲストが感想を語る動画『エンドノショー』を不定期で配信、6月29日放送では番組初の生放送が実施された。7月26日・27日放送の『武器はテレビ。SMAP×FNS 27時間テレビ』のコーナーとして「27時間ナショー（英: Twenty Seven hours na Show）」を放送。放送時間を日曜朝に引越しして以降、約4カ月ぶりに深夜放送が復活した（土曜日 23:20頃 - 日曜日 1:20頃）。
2015年1月1日（木曜日 7:00 - 8:52）・2016年1月1日（金曜日 7:00 - 8:52）・2017年1月1日（日曜日 10:00 - 12:00）と、上記の2014年も含めて4年連続で拡大版の元日特別番組が放送された。
2016年9月で『旅猿シリーズ』の枠移動により東野の裏かぶりが解消され、10月2日から番組の構成は維持したまま『B面』が終了し『ワイドナショー』に1本化された。従来フジテレビ系列局で唯一遅れネットで放送していた関西テレビも当該時間枠へ移動し、フジテレビ系列全局で同時ネット放送となる。
2019年12月28日（土曜日）18:30 - 21:00）に番組初の年末かつゴールデンタイム・プライムタイムでの特別番組が2時間半の拡大版で放送された。
2022年4月から唯一のレギュラーコメンテーターの松本が隔週出演となったが、2023年4月から同局系で『まつもtoなかい』のレギュラー放送開始に伴い、2023年3月19日放送分をもって降板した。同年9月から、TVerとFODで配信を開始。同年12月29日（金曜日）18:00 - 21:00に番組初の年末かつゴールデンタイム・プライムタイムでの生放送特別番組が3時間の拡大版で放送された。
2025年1月に、春の改編で3月で終了することがアナウンスされ3月30日の放送をもって終了した。

### 特徴

#### ニュース記事化
松本の発言が日刊スポーツ朝刊の一面記事に掲載されるなど、この番組での模様がインターネットのニュースやスポーツ新聞各紙の記事になることが頻繁にある。

#### 裏番組との比較
日曜朝へ枠移動後は裏番組の『サンデージャポン』（TBSテレビ・毎週日曜10:00 - 11:23または11:22。以下、サンジャポ）と同ジャンルである。司会の爆笑問題がライブで「『ワイドナショー』を見た」とネタを披露している。当初の視聴率は4 - 5%（ビデオリサーチ調べ、関東地区・世帯・リアルタイム。以下略）と苦戦を強いられていたが徐々に上昇し、2016年1月31日放送分の本編（『B面』を除いた部分。以下略）で初めて2桁に乗せ、同年2月14日放送分では、3週連続2桁と同時に過去最高の11.6%（『B面』は12.4%）を記録した。
一本化後2回目の放送となった2016年10月9日の放送で10.4%を記録し、初めて『サンジャポ』を上回った。しかし、同時間帯首位は11.3%を記録した同月2日より枠拡大したばかりの『誰だって波瀾爆笑』（日本テレビ）となった。
放送枠移動当時、情報番組路線の裏番組としては『報道ステーション SUNDAY』（テレビ朝日・毎週日曜 10:00 - 11:45）も放送されていたが、当番組の放送時間移動から1年後の2015年3月に16:30 - 18:00へ移動し、『サンデープロジェクト』から26年続いたテレビ朝日の同時間帯報道番組は終了した。

#### お笑い芸人による闇営業問題
お笑い芸人による闇営業問題騒動の渦中、2019年7月21日分の放送は既に収録済みであったが、放送前日の20日に宮迫博之と田村亮が行った記者会見を受けて急遽生放送に差し替えたところ、視聴率は番組過去最高の16.7%、地元の関西では22.1%を記録した。

### コーナー
ワイドナトピックス
メインコーナー、その週に起きた出来事をピックアップしていく。
- 2018年4月22日放送分での松本の発言が、BBCの「#MeToo」の日本での近況を取り上げたコラムに引用された。

#### ワイドナB面→後半
○○が取り上げてほしいニュース
視聴者や出演者が気になったニュースを取り上げる。
- 2018年3月4日放送分で、Tリーグに参戦予定のチーム埼玉のチーム名が未定だったことについて、ワイドナ女子高生の柚木美音が「T.Tさいたま」を提案した。この案も含めて検討され、4月18日のチーム埼玉の会見にて「T.T彩たま」と発表された。

ソノゴノショー
話題になってから日数・年数の経過したニュースの「その後」を紹介する。
- 前園によるバスケットボール追跡企画（NBL・bjリーグ統合問題、熊本ヴォルターズ密着取材）を断続的に放送。熊本ヴォルターズについては、『B面』終了後も随時放送され、2017年4月16日の熊本地震復興支援マッチでは番組レギュラー陣からのメッセージが試合会場に流された。熊本関連では2018年5月26日に開催された、阿蘇ロックフェスティバル2018に参加する際、周辺ロケで訪れたあそ望の郷くぎのへ、番組が顔ハメパネルを贈呈し設置されている。
- 前園を中心に2015年から挑戦を続けている、西宮神社で行われている「十日戎開門神事福男選び」。2019年にはオーディションで選抜された15人のチームで参加し、メンバーの伊丹祐貴が二番福の栄誉を獲得した。
- 「乙武義足プロジェクト」では、電動車椅子で生活している乙武洋匡が義足等を付け歩くことに挑戦している。

ワイドnaアーティスト
知られざるアーティストを発掘、番組をテーマにした作品も作る。
芸能人が逆街録!～私に聞きたいことありますか?～
芸能人が街へ出て、一般人からの質問に答える。
ワイドnaエンタメ講座
エンタメに詳しいゲストにプレゼン形式で紹介してもらう。
〇〇グルメ△△
食リポはお笑い芸人が担当。「徒歩0分〜」では、駅から歩いてすぐにあるご飯を紹介。「バイプレーヤー」では、料理の脇役を紹介。「ご当地〜自販機」では、そこでしか買えないものを紹介。「ティーンの行列〜」では、ティーン枠出演者と前園が、行列ができている話題のスイーツを紹介。
おばたのお兄さん アーチェリー道
おばたのお兄さんが大会出場を目指す、山本博が指導。

### 不祥事・謝罪
- 2017年5月28日放送分で、宮崎駿の発言として紹介した内容が、実際には宮崎の発言ではなかったことが分かり[26]、番組公式サイトと翌週6月4日放送分冒頭で謝罪した。この際、松本が問題再発時には番組降板も辞さない考えを示した[27]。フジテレビ企業広報部は「何を参考に作ったかはお答えできない」[28]としていたが、同年7月14日の朝日新聞の記事では「インターネット上の情報を転用したもの」としている。放送倫理・番組向上機構（BPO）はこの件について審議対象にしないと決めた一方、番組制作者に対しインターネット上での情報収集のあり方について注意喚起する委員長コメントを発表した[29][30]。
- 2017年8月4日、乙武洋匡らに対し精神的損害の賠償などを求める訴状が、乙武の元夫人の代理人弁護士によって東京地裁に提出された[31]。提訴の一因として、2016年11月27日放送分の、乙武がVTR出演した部分があげられていると報じられた。この件に関して、2017年8月13日放送分にて番組内で取り上げ、元夫人に対し松本が謝罪し理解を求めた[32]。この件はその後、原告である元夫人側が訴えを取り下げた、と報じられている[33]。
- 2019年1月13日放送分[注 11]で、NGT48メンバーの暴行被害のテーマの際、松本が指原莉乃（当時HKT48）に対して「そこはお得意の体を使って何とかするとか」と発言、これがセクハラに当たるのではないかと議論が巻き起こった。1月20日放送分では松本が「この番組は基本的に僕の言うことをカットせずに使っていくという、暗黙の了解がある。親しくてもテレビに出た時は、堅苦しく喋らないといけない世の中になってきたのかな」などと弁解した[34]。同年1月25日のフジテレビ定例会見で幹部らが「放送前に局内で議論した。番組の特性を考慮し、出演者の関係性などで放送して大丈夫だと思った。今後は多角的な検討・配慮を慎重に進めなければいけない」などと説明・反省した。当時のフジテレビ社長宮内正喜は「出演者と視聴者のバランスをはかることもテレビの大切な仕事。時代の変化にも敏感に、番組制作に努めるよう指導している。」などと反省した[35]。その後2月3日放送分に指原が出演し「周りからは特に何も言われてはいない。あの時は発言することで精一杯だった。私の反応も良くなかった。次はビンタするようにします」などと語った[36]。
- 2022年2月13日放送分（12日収録）の出演者（東野、山﨑夕貴、加納（Aマッソ）、石井亮次、松本）が、相次いで新型コロナウイルスに感染したことを発表[37]。クラスター発生とも取られかねない事例となったが、フジテレビは「専門家と相談しソーシャルディスタンスを確保した上で、アクリルパネルの設置や十分な換気などの感染対策を行っていた」などと説明している[38]。翌2月20日放送分では、スタジオ内の人数を減らすため後列の出演者は都度登場しコメントするなどの感染対策を強化して収録された。その翌2月27日放送分では、アナウンサー席を廃止、コメンテーターもテーマにより別室から中継などさらに感染対策を強化した。

## 主な出演者

### MC
メイン
- 東野幸治
  - 田村淳（ロンドンブーツ1号2号） - 東野が夏休みをとった2021年9月5日放送分にて代行を務めた。
  - 河合郁人（元A.B.C-Z） - 東野が新型コロナウイルスに感染したため、2022年2月20日放送分にて代行を務めた。

アシスタント
- 杉原千尋（2023年7月30日 - 2025年3月30日）
- 椿原慶子（2023年10月15日 - 2025年3月23日）

過去のアシスタント
- 三田友梨佳（2013年10月7日 - 2015年3月29日） - フリーアナウンサーとなって、2024年2月25日放送分以降はゲストコメンテーターとして出演。[注 12][注 13]
- 秋元優里（2015年4月12日 - 2017年12月17日）
- 久代萌美（2018年5月6日 - 2021年6月27日）[39]
- 山﨑夕貴（2014年4月6日 - 2023年7月2日）[注 14]
- 渡邊渚（2021年10月3日 - 2023年7月9日）[注 15]
- 佐々木恭子（2014年4月6日 - 2024年12月15日）[注 16]

いずれも出演当時、フジテレビアナウンサー。
2019年8月18日までは、番組の後半（旧『ワイドナB面』）は佐々木が1人で出演し、前半は山﨑と久代が週替わりで出演していたが、8月25日以降は途中でのアナウンサーの交代がなくなり、山﨑、久代、佐々木が週替わりで全編出演するようになった。2020年5月10日から24日放送分の間はアナウンサーの出演がなく、以降、アナウンサーが出演しない週があるようになった。

### コメンテーター
レギュラー
- 田村淳（ロンドンブーツ1号2号） - ゲストとしても出演。松本が隔週出演となり、2022年4月10日放送分（松本不在週）からレギュラー出演している。
- 今田耕司 - ゲストとしても出演。松本が番組卒業となり、松本出演週を引き継ぐ形で2023年4月2日放送分からレギュラー出演となった。

出演の多い主なゲスト
- 武田鉄矢 - 2013年のレギュラー第2回から出演、2022・2023年はヒロミと並んで最多出演。
- 泉谷しげる - 2013年のレギュラー第3回から出演。
- ヒロミ - 2014年から出演、出演者の急な代役として声がかかることも多い。ゲストコメンテーターでは最多出演[注 18]。
- 石原良純 - 2015年から出演、2021年の最多出演者。
- ウエンツ瑛士 - 2016年元旦SP3から出演。
- 神田愛花 - 2018年から出演、2025年はヒロミと並んで最多出演。

※その他詳細は、#放送リストを参照。
過去の主なコメンテーター
- 松本人志（ダウンタウン） - 2018年8月19日放送分にて体調不良を理由に欠席した[40]。以後、毎年夏休みを取るようになった。コメンテーター席では番組開始から唯一のレギュラー出演者だったが、2022年4月から隔週出演となった。その後、2023年4月より同局系でスタートする『まつもtoなかい』の開始に伴い、2023年3月19日放送分をもって番組を卒業した。
  - JP - 松本が新型コロナウイルスの濃厚接触者となったため、2022年1月30日放送分を欠席、その代役として出演。『千鳥のクセがスゴいネタGP』にて、東野のモノマネをする原口あきまさと共に、冒頭3分弱を務め、その後も収録を見学した[41]。松本の感染が発表され欠席した2022年2月20日放送分にも出演。
- LiLiCo - 番組初回から2014年まで出演、2013年の最多出演者。月曜深夜帯から日曜午前への放送枠移動により収録日も変更となったため、スケジュールが合わず出演休止。
- 乙武洋匡 - 2014年深夜時代から2023年まで出演。
- 指原莉乃 - 2014年から2020年までと2023年年末SPに出演、女性のゲストコメンテーターでは最多出演。
- 山口恵以子 - 2014年から2016年まで出演、2014年は指原と並んで最多出演。母親の介護と執筆活動の両立のため、テレビ出演等を減らすこととなり出演休止。
- 古市憲寿（社会学者） - 2014年から2024年まで出演、2015年から2017年の最多出演者。
- 長嶋一茂 - 2014年年末回から2022年まで出演[注 19]。
- 赤江珠緒 - 2016年から2017年まで出演、2016年は初登場ながら指原・古市と並んで最多出演。

### ワイドナ○○（各分野の専門家）
レギュラー
※レギュラー専門家は、スタジオ後方でバーテンダーの扮装をして番組全編に出演。ゲスト専門家はカウンターチェアに座り登場する。2020年5月24日から9月27日放送分までは、別部屋から中継されていた。レギュラー出演者以外は話題によりスポット出演。
- 弁護士：法律上の観点からコメントする。
  - 犬塚浩[42] - 生放送差し替え回以外の通常レギュラー回全てに出演していたが、2024年8月25日放送分で初めて夏休みを取った。同年末まで出演。
  - 清原博 - 犬塚が夏休みを取った2024年8月25日放送分にて代役を務めた。2025年から犬塚に代わりレギュラー出演。
  - 住田裕子 - 2025年2月2日放送分に出演。
- 元サッカー日本代表・W杯解説者・Bリーグ特命広報部長・元Jリーガー：前園真聖 - 当初はスポット出演、2014年6月22日放送分より毎週出演、スポーツ全般を担当するが、コミックリリーフ的な位置づけ。

過去のワイドな〇〇
- 芸能リポーター・情報通：駒井千佳子、長谷川まさ子 - 不定期交代で出演、芸能ニュースに関してコメントする[注 21]。2024年4月以降はスポット出演に変更。
- 現役中高生・ティーン：2015年8月9日放送分から夏休み企画としてスタート、オーディションがある。2020年5月24日放送分から「ティーン」枠となり、基本21歳未満まで出演可能となった。不定期で特別枠となる[注 22]。なお、この世代でもゲストコメンテーターとして出演することもある[注 23]。2024年3月31日放送分をもって出演枠が終了。

| 11回以上出演 - 白本彩奈 - 竹内麗 - 岡本夏美 - 正本レイラ - 瀬間彩海 - 海老野心 - 吉澤悠華（マジカル・パンチライン） - 神谷侑理愛 - 青木花 - 城夢叶 | 高校卒業後5回以上出演 - 城夢叶 - 吉澤悠華（マジカル・パンチライン） - 国本梨紗 - 白本彩奈 - 海老野心 - 神谷侑理愛 - 天野穂 - 竹内ななみ（SUPER☆GiRLS） |

## 放送リスト
※レギュラー扱いの出演者は省略。表記は向かって左側からの座席順。

### 月曜深夜時代
| 回     | 放送日   | ゲストコメンテーター       | ゲスト   |
| ------ | -------- | -------------------------- | -------- |
| 全国版 | 10月7日  | 中居正広（SMAP）、LiLiCo   | 水野正人 |
| 1      | 10月15日 | YOU、LiLiCo                | -        |
| 2      | 10月22日 | 武田鉄矢、LiLiCo           | 岩城滉一 |
| 3      | 10月29日 | 泉谷しげる、ホラン千秋     | -        |
| 4      | 11月5日  | 中居正広（SMAP）、中村アン | -        |
| 5      | 11月12日 | 西村賢太、LiLiCo           | -        |
| 6      | 11月19日 | 東国原英夫、ホラン千秋     | -        |
| 7      | 11月26日 | 玄秀盛、MEGUMI             | -        |
| 8      | 12月3日  | 安藤優子、斉藤工           | -        |
| 9      | 12月10日 | 升毅、LiLiCo               | -        |
| 10     | 12月17日 | 中居正広（SMAP）、箭内道彦 | -        |

| 回               | 放送日  | ゲストコメンテーター                 | ゲスト                         |
| ---------------- | ------- | ------------------------------------ | ------------------------------ |
| 全国版2 ・元旦SP | 1月1日  | 安藤優子、小倉智昭、中居正広（SMAP） | -                              |
| 11               | 1月14日 | 安藤優子、小倉智昭、中居正広（SMAP） | -                              |
| 12               | 1月21日 | 武田鉄矢、藤本美貴                   | -                              |
| 13               | 1月28日 | 木村大作、LiLiCo                     | -                              |
| 14               | 2月4日  | 小倉智昭、ホラン千秋                 | -                              |
| 15               | 2月11日 | 百田尚樹、秋元梢                     | -                              |
| 16               | 2月18日 | 乙武洋匡、LiLiCo                     | -                              |
| 17               | 2月25日 | 武田鉄矢、土田晃之                   | -                              |
| 18               | 3月4日  | 玄秀盛、指原莉乃（HKT48）            | -                              |
| 19               | 3月11日 | ワイドナ作戦会議                     | ワイドナ作戦会議               |
| 20               | 3月18日 | もったいないけど入らなかったSP       | もったいないけど入らなかったSP |

### 日曜午前時代（2部制）
| 回              | 放送日   | ゲストコメンテーター                                   | ゲスト   |
| --------------- | -------- | ------------------------------------------------------ | -------- |
| 21              | 4月6日   | 中居正広（SMAP）、百田尚樹、乙武洋匡                   | -        |
| 22              | 4月13日  | 安藤優子、山口恵以子、指原莉乃（HKT48）                | -        |
| 23              | 4月20日  | 鳥越俊太郎、泉谷しげる、ホラン千秋                     | -        |
| 24              | 4月27日  | 小倉智昭、百田尚樹、秋元梢                             | -        |
| 25              | 5月4日   | 中居正広（SMAP）、山口恵以子、渡辺真理                 | -        |
| 26              | 5月11日  | 岩城滉一、山口恵以子、ホラン千秋                       | -        |
| 27              | 5月18日  | 岡江久美子、八塩圭子、泉谷しげる                       | -        |
| 28              | 05月25日 | 乙武洋匡、茂木健一郎、指原莉乃（HKT48）                | -        |
| 29              | 6月1日   | 八木亜希子、織田信成、中川翔子                         | 百田尚樹 |
| 30              | 6月8日   | 渡部篤郎、東国原英夫、山口恵以子                       | -        |
| 31              | 6月15日  | 中居正広（SMAP）、木村大作、渡辺真理                   | -        |
| 32              | 6月22日  | 指原莉乃（HKT48）、小池一夫、八木亜希子                | -        |
| 33              | 6月29日  | 中居正広（SMAP）、泉谷しげる、八塩圭子                 | -        |
| 34              | 7月6日   | 犬山紙子、小倉智昭、YOU                                | -        |
| 35              | 7月13日  | 杉田かおる、渡辺真理、山口恵以子                       | -        |
| 36              | 7月20日  | 土田晃之、ホラン千秋、乙武洋匡                         | -        |
| FNS27時間テレビ | 7月26日  | SMAP（中居正広・木村拓哉・稲垣吾郎・草彅剛・香取慎吾） | -        |
| 37              | 8月3日   | 指原莉乃（HKT48）、杉田成道、泉谷しげる                | -        |
| 38              | 8月10日  | 園子温、小籔千豊、藤本美貴                             | -        |
| 39              | 8月17日  | 杉田かおる、宮澤エマ、茂木健一郎                       | -        |
| 40              | 8月24日  | 宮澤エマ、山口恵以子、小倉智昭                         | -        |
| 41              | 8月31日  | 乙武洋匡、指原莉乃（HKT48）、東国原英夫                | -        |
| 42              | 9月7日   | 吉川ひなの、山口恵以子、泉谷しげる                     | -        |
| 43              | 9月14日  | 小倉智昭、犬山紙子、YOU                                | -        |
| 44              | 9月21日  | 中居正広（SMAP）、武田鉄矢、宮澤エマ                   | -        |
| 45              | 9月28日  | 乙武洋匡、馬場典子、小木博明（おぎやはぎ）             | -        |
| 46              | 10月5日  | 坂上忍、古市憲寿、山口恵以子                           | -        |
| 47              | 10月12日 | ラフルアー宮澤エマ、指原莉乃（HKT48）、渡辺真理        | -        |
| 48              | 10月19日 | 小籔千豊、小倉智昭、八塩圭子                           | -        |
| 49              | 10月26日 | ヒロミ、古市憲寿、YOU                                  | -        |
| 50              | 11月2日  | 西野亮廣（キングコング）、乙武洋匡、ホラン千秋         | -        |
| 51              | 11月9日  | 武田鉄矢、泉谷しげる、指原莉乃（HKT48）                | -        |
| 52              | 11月16日 | 中居正広（SMAP）、坂上忍、杉田かおる                   | -        |
| 53              | 11月23日 | ヒロミ、武田鉄矢、乙武洋匡                             | -        |
| 54              | 11月30日 | ラフルアー宮澤エマ、武井壮、茂木健一郎                 | -        |
| 55              | 12月7日  | ヒロミ、土田晃之、山口恵以子                           | -        |
| 56              | 12月14日 | 指原莉乃（HKT48）、古市憲寿、泉谷しげる                | -        |
| 57              | 12月21日 | 長嶋一茂、ホラン千秋、東国原英夫                       | -        |

| 回      | 放送日   | ゲストコメンテーター                                            | ゲスト                             |
| ------- | -------- | --------------------------------------------------------------- | ---------------------------------- |
| 元旦SP2 | 1月1日   | 安藤優子、坂上忍、二階堂ふみ、小倉智昭                          | -                                  |
| 58      | 1月11日  | ヒロミ、博多華丸・大吉、小倉智昭                                | -                                  |
| 59      | 1月18日  | 古市憲寿、乙武洋匡、山口恵以子                                  | -                                  |
| 60      | 1月25日  | 中居正広（SMAP）、長嶋一茂、ラフルアー宮澤エマ                  | -                                  |
| 61      | 2月1日   | 指原莉乃（HKT48）、武田鉄矢、YOU                                | -                                  |
| 62      | 2月8日   | みうらじゅん、武井壮、茂木健一郎                                | -                                  |
| 63      | 2月15日  | ヒロミ、長嶋一茂、山口恵以子                                    | -                                  |
| 64      | 3月1日   | 長嶋一茂、古市憲寿、土田晃之                                    | -                                  |
| 65      | 3月15日  | 小倉智昭、みうらじゅん、渡辺真理                                | -                                  |
| 66      | 3月22日  | 博多大吉（博多華丸・大吉）、秋元梢、乙武洋匡                    | -                                  |
| 67      | 3月29日  | 尾木直樹、古市憲寿、指原莉乃（HKT48）                           | 玄秀盛                             |
| 68      | 4月5日   | ビートたけし、中居正広（SMAP）、山口恵以子                      | -                                  |
| 69      | 4月12日  | 津田大介、ラフルアー宮澤エマ、東国原英夫                        | -                                  |
| 70      | 4月19日  | 長嶋一茂、古市憲寿、武田鉄矢                                    | -                                  |
| 71      | 4月26日  | ラフルアー宮澤エマ、金子達仁、泉谷しげる                        | -                                  |
| 72      | 5月3日   | 指原莉乃（HKT48）、鳥越俊太郎、武井壮                           | -                                  |
| 73      | 5月10日  | 古市憲寿、指原莉乃（HKT48）、村本大輔（ウーマンラッシュアワー） | -                                  |
| 74      | 5月17日  | 中居正広（SMAP）、長嶋一茂、小籔千豊                            | -                                  |
| 75      | 5月24日  | 石原良純、ラフルアー宮澤エマ、古市憲寿                          | -                                  |
| 76      | 5月31日  | 又吉直樹（ピース）、山口恵以子、 土田晃之                       | -                                  |
| 77      | 6月7日   | 博多華丸（博多華丸・大吉）、長嶋一茂、古市憲寿                  | -                                  |
| 78      | 6月14日  | 坂上忍、市川紗椰、武田鉄矢                                      | -                                  |
| 79      | 6月21日  | やっと放送できるSP                                              | やっと放送できるSP                 |
| 80      | 6月28日  | 乙武洋匡、村本大輔（ウーマンラッシュアワー）、泉谷しげる        | 川淵三郎                           |
| 81      | 7月5日   | 古市憲寿、村本大輔（ウーマンラッシュアワー）、鳥越俊太郎        | -                                  |
| 82      | 7月12日  | ヒロミ、中居正広（SMAP）、尾木直樹                              | -                                  |
| 83      | 7月19日  | 長嶋一茂、石原良純、古市憲寿                                    | 長渕剛                             |
| 84      | 8月2日   | 長嶋一茂、乙武洋匡、山口恵以子                                  | 村本大輔（ウーマンラッシュアワー） |
| 85      | 8月9日   | 中居正広（SMAP）、山里亮太（南海キャンディーズ）、石原良純      | -                                  |
| 86      | 8月16日  | ピーコ、古市憲寿、村本大輔（ウーマンラッシュアワー）            | -                                  |
| 87      | 8月23日  | 小倉智昭、ヒロミ、山口恵以子                                    | -                                  |
| 88      | 8月30日  | 山里亮太（南海キャンディーズ）、ラフルアー宮澤エマ、東国原英夫  | -                                  |
| 89      | 9月6日   | 羽田圭介、茂木健一郎、小籔千豊                                  | -                                  |
| 90      | 9月13日  | 長嶋一茂、SU（RIP SLYME）、泉谷しげる                           | -                                  |
| 91      | 9月20日  | ヒロミ、蛭子能収、古市憲寿                                      | -                                  |
| 92      | 9月27日  | 指原莉乃（HKT48）、乙武洋匡、村本大輔（ウーマンラッシュアワー） | -                                  |
| 93      | 10月4日  | バカリズム、ラフルアー宮澤エマ、石原良純                        | -                                  |
| 94      | 10月11日 | 堀潤、長嶋一茂、小籔千豊                                        | -                                  |
| 95      | 10月18日 | 中居正広（SMAP）、木下ほうか、指原莉乃（HKT48）                 | -                                  |
| 96      | 10月25日 | ヒロミ、乙武洋匡、秋元梢                                        | 亀田興毅                           |
| 97      | 11月1日  | DaiGo、茂木健一郎、村本大輔（ウーマンラッシュアワー）           | -                                  |
| 98      | 11月8日  | 紀里谷和明、古市憲寿、小籔千豊                                  | -                                  |
| 99      | 11月15日 | 指原莉乃（HKT48）、堀潤、石原良純                               | -                                  |
| 100     | 11月22日 | 長嶋一茂、ヒロミ、山口恵以子                                    | -                                  |
| 101     | 11月29日 | 古市憲寿、コムアイ（水曜日のカンパネラ）、ヒロミ                | -                                  |
| 102     | 12月6日  | みうらじゅん、秋元梢、乙武洋匡                                  | -                                  |
| 103     | 12月13日 | 長嶋一茂、SU（RIP SLYME）、武田鉄矢                             | -                                  |
| 104     | 12月20日 | バカリズム、指原莉乃（HKT48）、石原良純                         | -                                  |

| 回      | 放送日  | ゲストコメンテーター                                               | ゲスト              |
| ------- | ------- | ------------------------------------------------------------------ | ------------------- |
| 元旦SP3 | 1月1日  | 安藤優子、ウエンツ瑛士、指原莉乃（HKT48）、古市憲寿、ヒロミ        | -                   |
| 105     | 1月10日 | やっと放送できるSP2                                                | やっと放送できるSP2 |
| 106     | 1月17日 | 赤江珠緒、ピーコ、古市憲寿                                         | -                   |
| 107     | 1月24日 | 指原莉乃（HKT48）、長嶋一茂、泉谷しげる                            | -                   |
| 108     | 1月31日 | 石原良純、宮澤エマ、村本大輔（ウーマンラッシュアワー）             | -                   |
| 109     | 2月7日  | バカリズム、杉田かおる、堀潤                                       | -                   |
| 110     | 2月14日 | 赤江珠緒、ヒロミ、乙武洋匡                                         | -                   |
| 111     | 2月21日 | ウエンツ瑛士、IVAN、武田鉄矢                                       | -                   |
| 112     | 2月28日 | 指原莉乃（HKT48）、小倉智昭、村本大輔（ウーマンラッシュアワー）    | -                   |
| 113     | 3月6日  | 古市憲寿、バカリズム、石原良純                                     | -                   |
| 114     | 3月20日 | 厚切りジェイソン、ヒロミ、堀潤                                     | -                   |
| 115     | 3月27日 | 赤江珠緒、友近、長嶋一茂                                           | -                   |
| 116     | 4月3日  | ウエンツ瑛士、コムアイ（水曜日のカンパネラ）、石原良純             | -                   |
| 117     | 4月10日 | ピーコ、阿部知代、小籔千豊                                         | -                   |
| 118     | 4月24日 | 小沢一敬（スピードワゴン）、宮澤エマ、武田鉄矢                     | -                   |
| 119     | 5月1日  | 指原莉乃（HKT48）、山里亮太（南海キャンディーズ）、古市憲寿        | 安倍晋三            |
| 120     | 5月8日  | 赤江珠緒、泉谷しげる、村本大輔（ウーマンラッシュアワー）           | -                   |
| 121     | 5月15日 | 堀潤、千秋、石原良純                                               | -                   |
| 122     | 5月22日 | バカリズム、指原莉乃（HKT48）、長嶋一茂                            | -                   |
| 123     | 5月29日 | ウエンツ瑛士、塙宣之（ナイツ）、山口恵以子                         | -                   |
| 124     | 6月5日  | 大川豊（大川興業）、赤江珠緒、小籔千豊                             | -                   |
| 125     | 6月12日 | 甲斐よしひろ（甲斐バンド）、ヒロミ、山里亮太（南海キャンディーズ） | -                   |
| 126     | 6月19日 | 古市憲寿、秋元梢、石原良純                                         | -                   |
| 127     | 6月26日 | 宮藤官九郎、指原莉乃（HKT48）、古市憲寿                            | -                   |
| 128     | 7月3日  | ウエンツ瑛士、大宮エリー、堀潤                                     | -                   |
| 129     | 7月10日 | 赤江珠緒、みうらじゅん、長嶋一茂                                   | -                   |
| 130     | 7月17日 | 吉田豪、千秋、石原良純                                             | -                   |
| 131     | 7月31日 | ヒロミ、宮澤エマ、村本大輔（ウーマンラッシュアワー）               | -                   |
| 132     | 8月7日  | 大川豊（大川興業）、小沢一敬（スピードワゴン）、古市憲寿           | -                   |
| 133     | 8月21日 | ピーコ、大仁田厚、秋元梢                                           | -                   |
| 134     | 8月28日 | 赤江珠緒、ジミー大西、宮澤エマ                                     | -                   |
| 135     | 9月4日  | 秋本治、指原莉乃（HKT48）、堀潤                                    | -                   |
| 136     | 9月11日 | ウエンツ瑛士、ヒロミ、秋元梢                                       | -                   |
| 137     | 9月18日 | 川淵三郎、武田鉄矢、石原良純                                       | -                   |
| 138     | 9月25日 | 高須克弥、宮澤エマ、長嶋一茂                                       | 長谷川穂積          |

### 日曜午前時代（1部制）
| 回  | 放送日   | ゲストコメンテーター                                                 | ゲスト   |
| --- | -------- | -------------------------------------------------------------------- | -------- |
| 139 | 10月2日  | 指原莉乃（HKT48）、古市憲寿、赤江珠緒                                | -        |
| 140 | 10月9日  | ベッキー、ヒロミ、堀潤                                               | -        |
| 141 | 10月16日 | 髙嶋政宏、小沢一敬（スピードワゴン）、赤江珠緒                       | -        |
| 142 | 10月23日 | ウエンツ瑛士、バカリズム、大宮エリー                                 | -        |
| 143 | 10月30日 | 石原良純、加藤紀子、村本大輔（ウーマンラッシュアワー）               | 川淵三郎 |
| 144 | 11月6日  | 古舘伊知郎、指原莉乃（HKT48）、小籔千豊                              | -        |
| 145 | 11月13日 | 大川豊（大川興業）、山里亮太（南海キャンディーズ）、赤江珠緒         | -        |
| 146 | 11月20日 | 片桐仁（ラーメンズ）、ヒロミ、古市憲寿                               | -        |
| 147 | 11月27日 | 小倉智昭、長嶋一茂、宮澤エマ                                         | -        |
| 148 | 12月4日  | 石原良純、杉田かおる、村本大輔（ウーマンラッシュアワー）             | -        |
| 149 | 12月11日 | コムアイ（水曜日のカンパネラ）、古市憲寿、小沢一敬（スピードワゴン） | -        |
| 150 | 12月18日 | 指原莉乃（HKT48）、ヒロミ、武田鉄矢                                  | -        |

| 回      | 放送日   | ゲストコメンテーター                                                    | ゲスト              |
| ------- | -------- | ----------------------------------------------------------------------- | ------------------- |
| 元旦SP4 | 1月1日   | 乙武洋匡、ベッキー、ヒロミ、ウエンツ瑛士、古市憲寿                      | -                   |
| 151     | 1月8日   | やっと放送できるSP3                                                     | やっと放送できるSP3 |
| 152     | 1月15日  | 石原良純、杉田かおる、堀潤                                              | -                   |
| 153     | 1月22日  | 大川豊（大川興業）、指原莉乃（HKT48）、片桐仁（ラーメンズ）             | -                   |
| 154     | 1月29日  | みうらじゅん、友近、乙武洋匡                                            | -                   |
| 155     | 02月5日  | 市川紗椰、石原良純、小籔千豊                                            | -                   |
| 156     | 2月12日  | ヒロミ、バカリズム、長嶋一茂                                            | -                   |
| 157     | 2月19日  | 山里亮太（南海キャンディーズ）、指原莉乃（HKT48）、古市憲寿             | -                   |
| 158     | 2月26日  | ウエンツ瑛士、ヒロミ、石原良純                                          | -                   |
| 159     | 3月5日   | 宮澤エマ、大川豊（大川興業）、堀潤                                      | -                   |
| 160     | 3月19日  | 赤江珠緒、博多大吉（博多華丸・大吉）、古市憲寿                          | -                   |
| 161     | 3月26日  | 宮本浩次（エレファントカシマシ）、指原莉乃（HKT48、STU48）、乙武洋匡    | -                   |
| 162     | 4月2日   | 原田龍二、高須克弥、小籔千豊                                            | -                   |
| 163     | 4月9日   | 武田鉄矢、ヒロミ、千秋                                                  | -                   |
| 164     | 4月16日  | 三浦瑠麗、ピーコ、石原良純                                              | -                   |
| 165     | 4月23日  | 安藤和津、指原莉乃（HKT48、STU48）、泉谷しげる                          | -                   |
| 166     | 4月30日  | 長嶋一茂、いとうあさこ、石原良純                                        | -                   |
| 167     | 5月7日   | 川谷絵音（indigo la End、ゲスの極み乙女。）、ヒロミ、古市憲寿、岡副麻希 | -                   |
| 168     | 5月14日  | デヴィ・スカルノ、長嶋一茂、堀潤                                        | -                   |
| 169     | 5月21日  | 西川貴教（T.M.Revolution）、バカリズム、三浦瑠麗                        | -                   |
| 170     | 5月28日  | 安藤和津、小籔千豊、古市憲寿                                            | -                   |
| 171     | 6月4日   | 森昌子、指原莉乃（HKT48、STU48）、泉谷しげる                            | -                   |
| 172     | 6月11日  | みうらじゅん、モーリー・ロバートソン、山里亮太（南海キャンディーズ）    | -                   |
| 173     | 6月18日  | ウエンツ瑛士、山田ルイ53世（髭男爵）、三浦瑠麗                          | -                   |
| 174     | 6月25日  | 指原莉乃（HKT48、STU48）、小島瑠璃子、石原良純                          | -                   |
| 175     | 7月2日   | ヒロミ、三浦瑠麗、古市憲寿                                              | -                   |
| 176     | 7月9日   | 千秋、土屋礼央（RAG FAIR、TTRE）、堀潤                                  | -                   |
| 177     | 7月16日  | BOSE（スチャダラパー）、宮澤エマ、泉谷しげる                            | -                   |
| 178     | 7月23日  | やっと放送できるSP4                                                     | やっと放送できるSP4 |
| 179     | 7月30日  | ウエンツ瑛士、いとうあさこ、モーリー・ロバートソン                      | -                   |
| 180     | 8月6日   | 西川貴教（T.M.Revolution）、古市憲寿、石原良純                          | -                   |
| 181     | 8月13日  | 小島瑠璃子、橋本直（銀シャリ）、堀潤                                    | -                   |
| 182     | 8月20日  | ヒロミ、毒蝮三太夫、古市憲寿                                            | -                   |
| 183     | 8月27日  | 佐藤仁美、山里亮太（南海キャンディーズ）、モーリー・ロバートソン        | -                   |
| 184     | 9月3日   | バカリズム、宮澤エマ、BOSE（スチャダラパー）                            | -                   |
| 185     | 9月17日  | 指原莉乃（HKT48、STU48）、土屋礼央（RAG FAIR、TTRE）、石原良純          | -                   |
| 186     | 9月24日  | ヒロミ、三浦瑠麗、長嶋一茂                                              | -                   |
| 187     | 10月1日  | みうらじゅん、山里亮太（南海キャンディーズ）、古市憲寿                  | -                   |
| 188     | 10月8日  | ウエンツ瑛士、山田ルイ53世（髭男爵）、堀潤                              | -                   |
| 189     | 10月15日 | デヴィ・スカルノ、三浦瑠麗、橋本直（銀シャリ）                          | -                   |
| 190     | 10月22日 | ヒロミ、倉田真由美、武田鉄矢                                            | -                   |
| 191     | 10月29日 | ふかわりょう、指原莉乃（HKT48、STU48）、石原良純                        | -                   |
| 192     | 11月5日  | ウエンツ瑛士、堀口ミイナ、モーリー・ロバートソン                        | -                   |
| 193     | 11月12日 | 西川貴教（T.M.Revolution）、佐藤仁美、古市憲寿                          | -                   |
| 194     | 11月19日 | 立川志らく、いとうあさこ、土屋礼央（RAG FAIR、TTRE）                    | -                   |
| 195     | 11月26日 | 武田鉄矢、サヘル・ローズ、泉谷しげる                                    | -                   |
| 196     | 12月3日  | ヒロミ、小島瑠璃子、石原良純                                            | -                   |
| 197     | 12月10日 | リンゴ（ハイヒール）、BOSE（スチャダラパー）、古市憲寿                  | -                   |
| 198     | 12月17日 | 指原莉乃（HKT48）、みうらじゅん、三浦瑠麗                               | -                   |
| 199     | 12月24日 | 宮本浩次（エレファントカシマシ）、堀口ミイナ、武田鉄矢                  | -                   |

| 回  | 放送日   | ゲストコメンテーター                                  | ゲスト              |
| --- | -------- | ----------------------------------------------------- | ------------------- |
| 200 | 1月7日   | やっと放送できるSP5                                   | やっと放送できるSP5 |
| 201 | 1月14日  | 安藤優子、ヒロミ、もふくちゃん                        | -                   |
| 202 | 01月21日 | 長嶋一茂、佐藤仁美、石原良純                          | -                   |
| 203 | 1月28日  | ウエンツ瑛士、千秋、堀潤                              | -                   |
| 204 | 2月4日   | 泉谷しげる、山里亮太（南海キャンディーズ） 、古市憲寿 | -                   |
| 205 | 2月11日  | 西川貴教（T.M.Revolution）、三浦瑠麗、長嶋一茂        | -                   |
| 206 | 2月18日  | 指原莉乃（HKT48）、ピーコ、古市憲寿                   | -                   |
| 207 | 3月4日   | 中間淳太（ジャニーズWEST）、ヒロミ、三浦瑠麗          | -                   |
| 208 | 3月18日  | 小島瑠璃子、的場浩司、立川志らく                      | -                   |
| 209 | 3月25日  | 武田鉄矢、三浦瑠麗、山田ルイ53世（髭男爵）            | -                   |
| 210 | 4月8日   | 指原莉乃（HKT48）、ヒロミ、古市憲寿                   | -                   |
| 211 | 4月15日  | 登坂淳一、いとうあさこ、モーリー・ロバートソン        | -                   |
| 212 | 4月22日  | 佐藤仁美、清塚信也、石原良純                          | -                   |
| 213 | 4月29日  | 三浦瑠麗、小沢一敬（スピードワゴン）、泉谷しげる      | -                   |
| 214 | 5月6日   | 小島瑠璃子、千原せいじ（千原兄弟）、武田鉄矢          | -                   |
| 215 | 5月13日  | ヒロミ、サラ・オレイン、土屋礼央（RAG FAIR、TTRE）    | -                   |
| 216 | 5月20日  | 泉谷しげる、千秋、古市憲寿                            | -                   |
| 217 | 5月27日  | 立川志らく、三浦瑠麗、山里亮太（南海キャンディーズ）  | -                   |
| 218 | 6月3日   | 熊本SP                                                | 熊本SP              |
| 219 | 6月10日  | 乙武洋匡、ヒロミ、佐藤仁美                            | -                   |
| 220 | 6月17日  | 大橋未歩、千原せいじ（千原兄弟）、古市憲寿            | -                   |
| 221 | 6月24日  | 指原莉乃（HKT48）、登坂淳一、石原良純                 | -                   |
| 222 | 7月1日   | ウエンツ瑛士、トラウデン直美、小籔千豊                | -                   |
| 223 | 7月8日   | ヒロミ、清塚信也、三浦瑠麗                            | -                   |
| 224 | 7月15日  | いとうあさこ、立川志らく、古市憲寿                    | -                   |
| 225 | 7月22日  | 大橋未歩、石原良純、土屋礼央（RAG FAIR、TTRE）        | -                   |
| 226 | 7月29日  | 長嶋一茂、小島瑠璃子 、乙武洋匡                       | -                   |
| 227 | 8月5日   | ヒロミ、宮澤エマ、モーリー・ロバートソン              | -                   |
| 228 | 8月12日  | 小沢一敬（スピードワゴン）、トラウデン直美、武田鉄矢  | -                   |
| 229 | 8月19日  | 西川貴教（T.M.Revolution）、野沢直子、古市憲寿        | -                   |
| 230 | 8月26日  | 指原莉乃（HKT48）、乙武洋匡、泉谷しげる               | -                   |
| 231 | 9月2日   | バカリズム、登坂淳一、三浦瑠麗                        | -                   |
| 232 | 9月16日  | ヒロミ、青山テルマ、バカリズム、古市憲寿              | -                   |
| 233 | 9月23日  | ウエンツ瑛士、古市憲寿、宮澤エマ                      | -                   |
| 234 | 9月30日  | ヒロミ、千秋、モーリー・ロバートソン                  | -                   |
| 235 | 10月7日  | 指原莉乃（HKT48）、立川志らく、千原せいじ（千原兄弟） | -                   |
| 236 | 10月14日 | 石原良純、トラウデン直美、清塚信也                    | -                   |
| 237 | 10月21日 | ヒロミ、的場浩司、古市憲寿                            | -                   |
| 238 | 10月28日 | 武田鉄矢、三浦瑠麗、山里亮太（南海キャンディーズ）    | -                   |
| 239 | 11月4日  | 長嶋一茂、千秋、堀潤                                  | -                   |
| 240 | 11月11日 | 指原莉乃（HKT48）、松丸亮吾、泉谷しげる               | -                   |
| 241 | 11月18日 | 神田愛花、乙武洋匡、清塚信也                          | -                   |
| 242 | 11月25日 | 小島瑠璃子、ヒロミ、モーリー・ロバートソン            | -                   |
| 243 | 12月2日  | 西川貴教（T.M.Revolution）、安井友梨、登坂淳一        | -                   |
| 244 | 12月9日  | 青山テルマ、石原良純、土屋礼央（RAG FAIR、TTRE）      | -                   |
| 245 | 12月16日 | 武田鉄矢、三浦瑠麗、Bose（スチャダラパー）            | -                   |
| 246 | 12月23日 | ぼくのりりっくのぼうよみ、ヒロミ、千秋                | -                   |

| 回     | 放送日   | ゲストコメンテーター                                                                       | ゲスト                 |
| ------ | -------- | ------------------------------------------------------------------------------------------ | ---------------------- |
| 247    | 1月6日   | 安藤優子、バカリズム、指原莉乃（HKT48）、石原良純                                          | -                      |
| 248    | 1月13日  | 指原莉乃（HKT48）、古市憲寿、乙武洋匡                                                      | -                      |
| 249    | 1月20日  | 長嶋一茂、三浦瑠麗、山里亮太（南海キャンディーズ）                                         | -                      |
| 250    | 1月27日  | いとうあさこ、トラウデン直美、石原良純                                                     | -                      |
| 251    | 2月3日   | 指原莉乃（HKT48）、ヒロミ、モーリー・ロバートソン                                          | -                      |
| 252    | 2月10日  | 立川志らく、宮澤エマ、清塚信也                                                             | -                      |
| 253    | 2月17日  | 青山テルマ、古市憲寿、小籔千豊                                                             | -                      |
| 254    | 2月24日  | 指原莉乃（HKT48）、西川貴教（T.M.Revolution）、堀潤                                        | -                      |
| 255    | 3月3日   | ヒロミ、松尾依里佳、立川志らく                                                             | -                      |
| 256    | 3月17日  | 小島瑠璃子、登坂淳一、千原せいじ（千原兄弟）                                               | -                      |
| 257    | 3月24日  | 中居正広、指原莉乃（HKT48）、石原良純                                                      | -                      |
| 258    | 3月31日  | 長嶋一茂、古市憲寿、トラウデン直美                                                         | -                      |
| 259    | 4月7日   | 乙武洋匡、千秋、清塚信也                                                                   | -                      |
| 260    | 4月14日  | ヒロミ、古市憲寿、指原莉乃（HKT48）                                                        | -                      |
| 261    | 4月21日  | 中尾明慶、神田愛花、泉谷しげる                                                             | -                      |
| 262    | 4月28日  | バカリズム、松尾依里佳、モーリー・ロバートソン                                             | -                      |
| 263    | 5月5日   | 指原莉乃、立川志らく、山里亮太（南海キャンディーズ）                                       | -                      |
| 264    | 5月12日  | ヒロミ、三浦瑠麗、泉谷しげる                                                               | -                      |
| 265    | 5月19日  | きゃりーぱみゅぱみゅ、古市憲寿、清塚信也                                                   | 千原せいじ（千原兄弟） |
| 266    | 5月26日  | 長嶋一茂、トラウデン直美、乙武洋匡                                                         | -                      |
| 267    | 6月2日   | 古市憲寿、神田愛花、堀潤                                                                   | -                      |
| 268    | 6月9日   | カンニング竹山、ファーストサマーウイカ（BILLIE IDLE®）、石原良純                           | -                      |
| 269    | 6月16日  | 武田鉄矢、東尾理子、清塚信也                                                               | -                      |
| 270    | 6月23日  | 指原莉乃、ヒロミ、乙武洋匡                                                                 | -                      |
| 271    | 6月30日  | 中居正広、三浦瑠麗、清塚信也                                                               | -                      |
| 272    | 7月7日   | 指原莉乃、酒井一圭（純烈）、石原良純                                                       | -                      |
| 273    | 7月14日  | 立川志らく、野沢直子、古市憲寿                                                             | -                      |
| 274    | 7月21日  | 緊急生放送                                                                                 | -                      |
| 275    | 7月28日  | 西川貴教（T.M.Revolution）、ファーストサマーウイカ（BILLIE IDLE®）、モーリー・ロバートソン | -                      |
| 276    | 8月4日   | 指原莉乃、武田鉄矢、泉谷しげる                                                             | -                      |
| 277    | 8月11日  | 長嶋一茂、神田愛花、カンニング竹山                                                         | -                      |
| 278    | 8月18日  | ヒロミ、いとうあさこ、武田鉄矢                                                             | -                      |
| 279    | 8月25日  | 指原莉乃、古市憲寿、清塚信也                                                               | -                      |
| 280    | 9月1日   | 中居正広、西川貴教（T.M.Revolution）、指原莉乃                                             | -                      |
| 281    | 9月8日   | バカリズム、三浦瑠麗、乙武洋匡                                                             | -                      |
| 282    | 9月15日  | カンニング竹山、トラウデン直美、石原良純                                                   | -                      |
| 283    | 9月22日  | 立川志らく、指原莉乃、古市憲寿                                                             | -                      |
| 284    | 9月29日  | 長嶋一茂、ヒロミ、青山テルマ                                                               | -                      |
| 285    | 10月6日  | 武田鉄矢、千秋、山田ルイ53世（髭男爵）                                                     | -                      |
| 286    | 10月13日 | 安藤優子、ヒロミ、小沢一敬（スピードワゴン）                                               | -                      |
| 287    | 10月20日 | 指原莉乃、乙武洋匡、泉谷しげる                                                             | -                      |
| 288    | 10月27日 | きゃりーぱみゅぱみゅ、立川志らく、清塚信也                                                 | -                      |
| 289    | 11月10日 | 古市憲寿、神田愛花、カンニング竹山                                                         | -                      |
| 290    | 11月17日 | バカリズム、ファーストサマーウイカ（BILLIE IDLE®）、石原良純                               | -                      |
| 291    | 11月24日 | 泉ピン子、中尾明慶、乙武洋匡                                                               | -                      |
| 292    | 12月1日  | 高須克弥、西原理恵子、古市憲寿                                                             | -                      |
| 293    | 12月8日  | 古舘伊知郎、トラウデン直美、武田鉄矢                                                       | -                      |
| 294    | 12月15日 | ヒロミ、三浦瑠麗、清塚信也                                                                 | -                      |
| 295    | 12月22日 | 川谷絵音（indigo la End、ゲスの極み乙女。、ジェニーハイ、ichikoro）、神田愛花、泉谷しげる  | -                      |
| 年末SP | 12月28日 | 田村淳（ロンドンブーツ1号2号）、さだまさし、指原莉乃、中居正広、石原良純、古市憲寿         | -                      |

| 296 | 1月12日  | ヒロミ、立川志らく、いとうあさこ                                             | -      |        |        |
| 297 | 1月19日  | バカリズム、泉ピン子、清塚信也                                               | -      |        |        |
| 298 | 1月26日  | 長嶋一茂、ファーストサマーウイカ、礼二（中川家）                             | -      |        |        |
| 299 | 2月2日   | 武田鉄矢、神田愛花、乙武洋匡                                                 | -      |        |        |
| 300 | 2月9日   | けらえいこ、長嶋一茂、カンニング竹山                                         | -      |        |        |
| 301 | 2月16日  | 中尾明慶、佐藤仁美、古市憲寿                                                 | -      |        |        |
| 302 | 2月23日  | 西原理恵子、高須克弥、指原莉乃                                               | -      |        |        |
| 303 | 3月15日  | ヒロミ、中居正広、三浦瑠麗                                                   | -      |        |        |
| 304 | 3月22日  | 長嶋一茂、SHELLY、石原良純                                                   | -      |        |        |
| 305 | 3月29日  | 田村淳（ロンドンブーツ1号2号）、神田愛花、乙武洋匡                           | -      |        |        |
| 306 | 4月5日   | 長嶋一茂、西川貴教（T.M.Revolution）、指原莉乃                               | -      |        |        |
| 307 | 4月12日  | 傑作選                                                                       | 傑作選 | 傑作選 | 傑作選 |
| 308 | 4月19日  | 傑作選                                                                       | 傑作選 | 傑作選 | 傑作選 |
| 309 | 4月26日  | 傑作選                                                                       | 傑作選 | 傑作選 | 傑作選 |
| 310 | 5月3日   | 傑作選                                                                       | 傑作選 | 傑作選 | 傑作選 |
| 311 | 5月10日  | ファーストサマーウイカ、ウエンツ瑛士、古市憲寿                               | -      |        |        |
| 312 | 5月17日  | 泉谷しげる、指原莉乃、兼近大樹（EXIT）                                       | -      |        |        |
| 313 | 5月24日  | 神田愛花、中尾明慶、カンニング竹山                                           | -      |        |        |
| 314 | 5月31日  | トラウデン直美、長嶋一茂、礼二（中川家）                                     | -      |        |        |
| 315 | 6月7日   | 石原良純、ウエンツ瑛士、大橋未歩                                             | -      |        |        |
| 316 | 6月14日  | 武田鉄矢、指原莉乃、山内健司（かまいたち）                                   | -      |        |        |
| 317 | 6月21日  | 兼近大樹（EXIT）、三浦瑠麗、清塚信也                                         | -      |        |        |
| 318 | 6月28日  | 中居正広、瀧川鯉斗、ファーストサマーウイカ                                   | -      |        |        |
| 319 | 7月5日   | 神田愛花、Hiro（MY FIRST STORY）、泉谷しげる                                 | -      |        |        |
| 320 | 7月12日  | 長谷川忍（シソンヌ）、長嶋一茂、指原莉乃                                     | -      |        |        |
| 321 | 7月19日  | 古舘伊知郎、ウエンツ瑛士、神田愛花                                           | -      |        |        |
| 322 | 7月26日  | カンニング竹山、立川志らく、トラウデン直美                                   | -      |        |        |
| 323 | 8月2日   | 黒田有（メッセンジャー）、指原莉乃、古市憲寿                                 | -      |        |        |
| 324 | 8月9日   | ヒロミ、西川貴教（T.M.Revolution）、三浦瑠麗                                 | -      |        |        |
| 325 | 8月16日  | 古市憲寿、武田鉄矢、ヒロミ、かまいたち（濱家隆一・山内健司）                 | -      |        |        |
| 326 | 8月23日  | 佐藤仁美、りんたろー。（EXIT）、乙武洋匡                                     | -      |        |        |
| 327 | 8月30日  | 河合郁人（A.B.C-Z）、指原莉乃、石原良純                                      | -      |        |        |
| 328 | 9月6日   | 柴田亜美、長嶋一茂、山内健司（かまいたち）                                   | -      |        |        |
| 329 | 9月13日  | ムンロ王子、Hiro（MY FIRST STORY）、ファーストサマーウイカ                   | -      |        |        |
| 330 | 9月20日  | 田村淳（ロンドンブーツ1号2号）、指原莉乃、瀧川鯉斗                           | -      |        |        |
| 331 | 9月27日  | 石原良純、ウエンツ瑛士、指原莉乃、児嶋一哉（アンジャッシュ）、古市憲寿       | -      |        |        |
| 332 | 10月4日  | SHELLY、中居正広、清塚信也                                                   | -      |        |        |
| 333 | 10月11日 | 神田愛花、バカリズム、石原良純                                               | -      |        |        |
| 334 | 10月18日 | ウエンツ瑛士、赤江珠緒、山内健司（かまいたち）                               | -      |        |        |
| 335 | 10月25日 | ファーストサマーウイカ、ヒロミ、黒田有（メッセンジャー）                     | -      |        |        |
| 336 | 11月1日  | 柴田亜美、兼近大樹（EXIT）、武田鉄矢                                         | -      |        |        |
| 337 | 11月8日  | 立川志らく、斎藤司（トレンディエンジェル）、三浦瑠麗                         | -      |        |        |
| 338 | 11月15日 | 菊地亜美、長嶋一茂、清塚信也                                                 | -      |        |        |
| 339 | 11月22日 | 山内健司（かまいたち）、河合郁人（A.B.C-Z）、大橋未歩                        | -      |        |        |
| 340 | 11月29日 | トラウデン直美、西川貴教（T.M.Revolution）、副島淳                           | -      |        |        |
| 341 | 12月6日  | 神田愛花、岩井勇気（ハライチ）、石原良純                                     | -      |        |        |
| 342 | 12月13日 | Hiro（MY FIRST STORY）、長嶋一茂、赤江珠緒                                   | -      |        |        |
| 343 | 12月20日 | 古市憲寿、指原莉乃、泉谷しげる                                               | -      |        |        |
| 344 | 12月27日 | ファーストサマーウイカ、田村淳（ロンドンブーツ1号2号）、中居正広、かまいたち | -      |        |        |

| 回  | 放送日   | ゲストコメンテーター                                                                     | ゲスト |
| --- | -------- | ---------------------------------------------------------------------------------------- | ------ |
| 345 | 1月17日  | 大橋未歩、内田篤人、石原良純                                                             | -      |
| 346 | 1月24日  | 西川貴教（T.M.Revolution）、寺島しのぶ、乙武洋匡                                         | -      |
| 347 | 1月31日  | 神田愛花、ウエンツ瑛士、カンニング竹山                                                   | -      |
| 348 | 2月7日   | ヒロミ、バカリズム、三浦瑠麗                                                             | -      |
| 349 | 2月14日  | 金谷かほり、内田篤人、清塚信也                                                           | -      |
| 350 | 2月21日  | 加藤雅也、児嶋一哉（アンジャッシュ）、トラウデン直美                                     | -      |
| 351 | 2月28日  | 川田裕美、立川志らく、古市憲寿                                                           | -      |
| 352 | 3月7日   | 大橋未歩、長嶋一茂、岩井勇気（ハライチ）                                                 | -      |
| 353 | 3月21日  | 長州力、山内健司（かまいたち）、三浦瑠麗                                                 | -      |
| 354 | 3月28日  | 根本宗子、河合郁人（A.B.C-Z）、武田鉄矢                                                  | -      |
| 355 | 4月4日   | 菊地亜美、中居正広、乙武洋匡                                                             | -      |
| 356 | 4月11日  | 長谷川忍（シソンヌ）、西川貴教（T.M.Revolution）、神田愛花                               | -      |
| 357 | 4月18日  | 石原良純、安藤優子、兼近大樹（EXIT）                                                     | -      |
| 358 | 4月25日  | ヒロミ、Hiro（MY FIRST STORY）、大橋未歩                                                 | -      |
| 359 | 5月2日   | 寺島しのぶ、辰巳雄大（ふぉ〜ゆ〜）、田村淳（ロンドンブーツ1号2号）                       | -      |
| 360 | 5月9日   | 根本宗子、上原浩治、斎藤司（トレンディエンジェル）                                       | -      |
| 361 | 5月16日  | 加納（Aマッソ）、長嶋一茂、清塚信也                                                      | -      |
| 362 | 5月23日  | 柴田亜美、河合郁人（A.B.C-Z）、カンニング竹山                                            | -      |
| 363 | 5月30日  | 菊川怜、バカリズム、泉谷しげる                                                           | -      |
| 364 | 6月6日   | 金谷かほり、岩井勇気（ハライチ）、古市憲寿                                               | -      |
| 365 | 6月13日  | モト冬樹、川田裕美、石原良純                                                             | -      |
| 366 | 6月20日  | 加藤雅也、安藤優子、児嶋一哉（アンジャッシュ）                                           | -      |
| 367 | 6月27日  | つるの剛士、兼近大樹（EXIT）、三浦瑠麗                                                   | -      |
| 368 | 7月4日   | 辰巳雄大（ふぉ〜ゆ〜）、石井亮次、神田愛花                                               | -      |
| 369 | 7月11日  | 中居正広、松田美由紀、立川志らく                                                         | -      |
| 370 | 7月18日  | 山内健司（かまいたち）、渋谷凪咲（NMB48）、武田鉄矢                                      | -      |
| 371 | 7月25日  | 根本宗子、濱家隆一（かまいたち）、田村淳（ロンドンブーツ1号2号）、ウエンツ瑛士、石原良純 | -      |
| 372 | 8月1日   | 菊川怜、ウエンツ瑛士、乙武洋匡                                                           | -      |
| 373 | 8月8日   | 菊地亜美、上原浩治、清塚信也                                                             | -      |
| 374 | 8月15日  | 西川貴教（T.M.Revolution）、ファーストサマーウイカ、古市憲寿                             | -      |
| 375 | 8月22日  | 寺島しのぶ、長嶋一茂、長谷川忍（シソンヌ）                                               | -      |
| 376 | 9月5日   | Hiro（MY FIRST STORY）、田村淳（ロンドンブーツ1号2号）、酒井美紀、泉谷しげる             | -      |
| 377 | 9月12日  | 神田愛花、盛山晋太郎（見取り図）、武田鉄矢                                               | -      |
| 378 | 9月19日  | 根本宗子、バカリズム、石原良純                                                           | -      |
| 379 | 9月26日  | 眞鍋かをり、河合郁人（A.B.C-Z）、カンニング竹山                                          | -      |
| 380 | 10月3日  | 中居正広、ナヲ（マキシマム ザ ホルモン）、モト冬樹                                       | -      |
| 381 | 10月10日 | 佐藤仁美、岩井勇気（ハライチ）、乙武洋匡                                                 | -      |
| 382 | 10月17日 | 辰巳雄大（ふぉ〜ゆ〜）、ヒロミ、トラウデン直美                                           | -      |
| 383 | 10月24日 | ウエンツ瑛士、安藤優子、山内健司（かまいたち）                                           | -      |
| 384 | 10月31日 | 大橋未歩、兼近大樹（EXIT）、石原良純                                                     | -      |
| 385 | 11月7日  | 神田愛花、滝川ロラン、泉谷しげる                                                         | -      |
| 386 | 11月14日 | 加納（Aマッソ）、Hiro（MY FIRST STORY）、武田鉄矢                                        | -      |
| 387 | 11月21日 | 加藤雅也、渋谷凪咲（NMB48）、石井亮次                                                    | -      |
| 388 | 11月28日 | 田村淳（ロンドンブーツ1号2号）、根本宗子、石原良純                                       | -      |
| 389 | 12月5日  | 森迫永依、児嶋一哉（アンジャッシュ）、古市憲寿                                           | -      |
| 390 | 12月12日 | つるの剛士、岩井勇気（ハライチ）、三浦瑠麗                                               | -      |
| 391 | 12月19日 | ナヲ（マキシマム ザ ホルモン）、長嶋一茂、清塚信也                                       | -      |
| 392 | 12月26日 | 田村淳（ロンドンブーツ1号2号）、中居正広、さだまさし、渋谷凪咲（NMB48）                  | -      |

| 回  | 放送日   | ゲストコメンテーター                                                         | ゲスト |
| --- | -------- | ---------------------------------------------------------------------------- | ------ |
| 393 | 1月16日  | 山内健司（かまいたち）、寺島しのぶ、ウエンツ瑛士                             | -      |
| 394 | 1月23日  | トラウデン直美、辰巳雄大（ふぉ〜ゆ〜）、石原良純                             | -      |
| 395 | 1月30日  | 兼近大樹（EXIT）、バカリズム、ヒロミ、西川貴教（T.M.Revolution）、眞鍋かをり | -      |
| 396 | 2月13日  | 加納（Aマッソ）、石井亮次、武田鉄矢                                          | -      |
| 397 | 2月20日  | 長谷川忍（シソンヌ）、河合郁人（A.B.C.-Z）、ヒロミ、村重杏奈、泉谷しげる     | -      |
| 398 | 2月27日  | 神田愛花、児嶋一哉（アンジャッシュ）、東儀秀樹、古市憲寿                     | -      |
| 399 | 3月6日   | 根本宗子、田村淳（ロンドンブーツ1号2号）、乙武洋匡                           | -      |
| 400 | 3月20日  | 安藤優子、Hiro（MY FIRST STORY）、長谷川忍（シソンヌ）                       | -      |
| 401 | 3月27日  | 河合郁人（A.B.C-Z）、ファーストサマーウイカ、古市憲寿                        | -      |
| 402 | 4月3日   | 神田愛花、河井ゆずる（アインシュタイン）、武田鉄矢                           | -      |
| 403 | 4月10日  | トラウデン直美、ヒロミ、三浦瑠麗、武田鉄矢                                   | -      |
| 404 | 4月17日  | 伊藤俊介（オズワルド）、寺島しのぶ、清塚信也                                 | -      |
| 405 | 4月24日  | 菊地亜美、安藤優子、辰巳雄大（ふぉ〜ゆ〜）、石原良純                         | -      |
| 406 | 5月1日   | 中居正広、ヒロミ、根本宗子                                                   | -      |
| 407 | 5月8日   | 村重杏奈、眞鍋かをり、河井ゆずる（アインシュタイン）、泉谷しげる             | -      |
| 408 | 5月15日  | 岩井勇気（ハライチ）、大黒摩季、モト冬樹                                     | -      |
| 409 | 5月22日  | 金谷かほり、兼近大樹（EXIT）、バカリズム、石原良純                           | -      |
| 410 | 5月29日  | 根本宗子、東儀秀樹、武田鉄矢                                                 | -      |
| 411 | 6月5日   | 柴田亜美、ヒロミ、三浦瑠麗、長谷川忍（シソンヌ）                             | -      |
| 412 | 6月12日  | 三上大進、安藤優子、河井ゆずる（アインシュタイン）                           | -      |
| 413 | 6月19日  | 金谷かほり、神田愛花、兼近大樹（EXIT）、武田鉄矢                             | -      |
| 414 | 6月26日  | 大橋未歩、長嶋一茂、長谷川忍（シソンヌ）                                     | -      |
| 415 | 7月3日   | トラウデン直美、眞鍋かをり、加藤雅也、清塚信也                               | -      |
| 416 | 7月10日  | 村重杏奈、田村淳（ロンドンブーツ1号2号）、石原良純                           | -      |
| 417 | 7月17日  | 神田愛花、ヒロミ、辰巳雄大（ふぉ〜ゆ〜）、河井ゆずる（アインシュタイン）     | -      |
| 418 | 7月24日  | 西川貴教（T.M.Revolution）、呂布カルマ、渋谷凪咲（NMB48）                    | -      |
| 419 | 7月31日  | 安藤優子、三浦瑠麗、滝川ロラン                                               | -      |
| 420 | 8月7日   | 中居正広、野口聡一、加納（Aマッソ）                                          | -      |
| 421 | 8月14日  | 菊川怜、バカリズム、大黒摩季、泉谷しげる                                     | -      |
| 422 | 8月21日  | 柴田亜美、松岡充（SOPHIA）、石井亮次                                         | -      |
| 423 | 8月28日  | トラウデン直美、呂布カルマ、ウエンツ瑛士、河井ゆずる（アインシュタイン）     | -      |
| 424 | 9月4日   | 伊藤俊介（オズワルド）、今田耕司、三浦瑠麗、武田鉄矢                         | -      |
| 425 | 9月18日  | ファーストサマーウイカ、岩井勇気（ハライチ）、石原良純                       | -      |
| 426 | 9月25日  | 三上大進、伊藤俊介（オズワルド）、神田愛花                                   | -      |
| 427 | 10月2日  | ヒロミ、安藤優子、呂布カルマ                                                 | -      |
| 428 | 10月9日  | 辰巳雄大（ふぉ〜ゆ〜）、野沢直子、武田鉄矢                                   | -      |
| 429 | 10月16日 | 大橋未歩、ヒロミ、兼近大樹（EXIT）、泉谷しげる                               | -      |
| 430 | 10月23日 | 立川志らく、森迫永依、長谷川忍（シソンヌ）                                   | -      |
| 431 | 10月30日 | 河井ゆずる（アインシュタイン）、ナヲ（マキシマム ザ ホルモン）、石原良純     | -      |
| 432 | 11月6日  | 安藤優子、バカリズム、東儀秀樹                                               | -      |
| 433 | 11月13日 | 豊崎由里絵、西川貴教（T.M.Revolution）、武田鉄矢                             | -      |
| 434 | 11月20日 | ヒロミ、三浦瑠麗、河井ゆずる（アインシュタイン）                             | -      |
| 435 | 11月27日 | 渋谷凪咲（NMB48）、田中卓志（アンガールズ）、石原良純                        | -      |
| 436 | 12月4日  | 柴田亜美、長谷川忍（シソンヌ）、武田鉄矢                                     | -      |
| 437 | 12月11日 | 立川志らく、大黒摩季、清塚信也                                               | -      |
| 438 | 12月18日 | トラウデン直美、呂布カルマ、モト冬樹                                         | -      |
| 439 | 12月25日 | 西川貴教（T.M.Revolution）、バカリズム、神田愛花                             | -      |

| 回           | 放送日   | ゲストコメンテーター                                                                                                   | ゲスト   |
| ------------ | -------- | --- | -------- |
| 440          | 1月15日  | 今田耕司、ウエンツ瑛士、豊崎由里絵                                                                                     | -        |
| 441          | 1月22日  | ELLY（三代目 J SOUL BROTHERS from EXILE TRIBE）、ヒロミ、安藤優子、立川志らく                                          | -        |
| 442          | 1月29日  | 河井ゆずる（アインシュタイン）、ナヲ（マキシマム ザ ホルモン）、泉谷しげる                                             | -        |
| 443          | 2月5日   | 柴田亜美、田村淳（ロンドンブーツ1号2号）、松岡充（SOPHIA）                                                             | -        |
| 444          | 2月12日  | 神田愛花、バカリズム、石原良純                                                                                         | -        |
| 445          | 2月19日  | 菊川怜、武田鉄矢、兼近大樹（EXIT）、カンニング竹山                                                                     | -        |
| 446          | 2月26日  | 呂布カルマ、田中卓志（アンガールズ）、豊崎由里絵                                                                       | -        |
| 447          | 3月19日  | 辰巳雄大（ふぉ〜ゆ〜）、安藤優子、泉谷しげる                                                                           | -        |
| 448          | 3月26日  | 柴田亜美、長谷川忍（シソンヌ）、武田鉄矢                                                                               | -        |
| 449          | 4月2日   | 神田愛花、伊藤俊介（オズワルド）、石原良純                                                                             | -        |
| 450          | 4月9日   | ヒロミ、国山ハセン、大橋未歩                                                                                           | -        |
| 451          | 4月16日  | 豊ノ島、安藤優子、泉谷しげる                                                                                           | -        |
| 452          | 4月23日  | 河井ゆずる（アインシュタイン）、ナヲ（マキシマム ザ ホルモン）、清塚信也                                               | -        |
| 453          | 4月30日  | 立川志らく、バカリズム、眞鍋かをり                                                                                     | -        |
| 454          | 5月7日   | 呂布カルマ、豊崎由里絵、武田鉄矢                                                                                       | -        |
| 455          | 5月14日  | 神田愛花、西村真二（コットン）、石原良純                                                                               | -        |
| 456          | 5月21日  | ウエンツ瑛士、あの、松岡充（SOPHIA）                                                                                   | -        |
| 457          | 5月28日  | 伊藤俊介（オズワルド）、ヒロミ、根本宗子                                                                               | -        |
| 458          | 6月4日   | 神田愛花、国山ハセン、武田鉄矢                                                                                         | -        |
| 459          | 6月11日  | 兼近大樹（EXIT）、田中卓志（アンガールズ）、柴田亜美                                                                   | -        |
| 460          | 6月18日  | 最上もが、坂上忍、河井ゆずる（アインシュタイン）                                                                       | -        |
| 461          | 6月25日  | 豊崎由里絵、伊藤俊介（オズワルド）、武田鉄矢                                                                           | -        |
| 462          | 7月2日   | 呂布カルマ、ヒロミ、ベッキー、石原良純                                                                                 | -        |
| 463          | 7月9日   | ウエンツ瑛士、日比野コレコ、立川志らく                                                                                 | -        |
| 464          | 7月16日  | 西村真二（コットン）、安藤優子、清塚信也                                                                               | -        |
| 465          | 7月30日  | 野沢直子、バカリズム、石原良純                                                                                         | -        |
| 466          | 8月6日   | 大橋未歩、ヒロミ、乙武洋匡                                                                                             | -        |
| 467          | 8月13日  | 古舘伊知郎、ベッキー、長谷川忍（シソンヌ）                                                                             | -        |
| 468          | 8月20日  | 神田愛花、松岡充（SOPHIA）、カンニング竹山                                                                             | -        |
| 469          | 8月27日  | 平井理央、田中卓志（アンガールズ）、武田鉄矢                                                                           | -        |
| 470          | 9月3日   | 最上もが、ヒロミ、国山ハセン                                                                                           | -        |
| 471          | 9月10日  | 加藤雅也、高橋真麻、石原良純                                                                                           | 菅田将暉 |
| 472          | 9月17日  | ヒロミ、権田修一、豊崎由里絵                                                                                           | -        |
| 473          | 9月24日  | 神田愛花、立川志らく、岩尾望（フットボールアワー）                                                                     | -        |
| 474          | 10月1日  | 西村真二（コットン）、ベッキー、石原良純                                                                               | -        |
| 475          | 10月8日  | ハシヤスメ・アツコ、田中卓志（アンガールズ）、乙武洋匡                                                                 | -        |
| 476          | 10月15日 | 神田愛花、ヒロミ、兼近大樹（EXIT）、武田鉄矢                                                                           | -        |
| 477          | 10月22日 | 小宮浩信（三四郎）、安藤優子、呂布カルマ                                                                               | -        |
| 478          | 10月29日 | ナヲ（マキシマム ザ ホルモン）、西川貴教（T.M.Revolution）、国山ハセン                                                 | -        |
| 479          | 11月5日  | 三上大進、ベッキー、泉谷しげる                                                                                         | -        |
| 480          | 11月12日 | 河井ゆずる（アインシュタイン）、ウエンツ瑛士、柴田亜美                                                                 | -        |
| 481          | 11月19日 | 谷まりあ、ヒロミ、乙武洋匡                                                                                             | -        |
| 482          | 11月26日 | 伊藤俊介（オズワルド）、矢田亜希子、武田鉄矢                                                                           | -        |
| 483          | 12月3日  | 豊崎由里絵、バカリズム、石原良純                                                                                       | -        |
| 484          | 12月10日 | ウエンツ瑛士、本田望結、西村真二（コットン）                                                                           | -        |
| 485          | 12月17日 | 小宮浩信（三四郎）、最上もが、清塚信也                                                                                 | -        |
| 486          | 12月24日 | 平井理央、安藤優子、岩尾望（フットボールアワー）                                                                       | -        |
| 年末生放送SP | 12月29日 | 武田鉄矢、古市憲寿、指原莉乃、ヒロミ、バカリズム、ウエンツ瑛士、神田愛花、田中卓志（アンガールズ）、清塚信也、ベッキー | 近藤健介 |

| 回  | 放送日   | ゲストコメンテーター                                         | ゲスト |
| --- | -------- | ------------------------------------------------------------ | ------ |
| 487 | 1月14日  | 西川貴教（T.M.Revolution）、安藤優子、伊藤俊介（オズワルド） | -      |
| 488 | 1月21日  | 石原良純、小宮浩信（三四郎）、神田愛花                       | -      |
| 489 | 1月28日  | 最上もが、ヒロミ、泉谷しげる                                 | -      |
| 490 | 2月4日   | 今村翔吾、ウエンツ瑛士、柴田亜美                             | -      |
| 491 | 2月11日  | 呂布カルマ、川崎希、田中卓志（アンガールズ）                 | -      |
| 492 | 2月18日  | 神田愛花、権田修一、岩尾望（フットボールアワー）             | -      |
| 493 | 2月25日  | 三田友梨佳、ヒロミ、清塚信也                                 | -      |
| 494 | 3月3日   | 国山ハセン、あんり（ぼる塾）、呂布カルマ                     | -      |
| 495 | 3月17日  | ベッキー、鈴木おさむ、武田鉄矢                               | -      |
| 496 | 3月24日  | ウエンツ瑛士、マキタスポーツ、豊崎由里絵                     | -      |
| 497 | 3月31日  | 笠原秀幸、谷まりあ、古市憲寿                                 | -      |
| 498 | 4月7日   | ヒロミ、矢田亜希子、呂布カルマ                               | -      |
| 499 | 4月14日  | 一色といろ（はるかぜに告ぐ）、安藤優子、清塚信也             | -      |
| 500 | 4月21日  | 平井理央、shoji（s**t kingz）、石原良純                      | -      |
| 501 | 4月28日  | 神田愛花、ウエンツ瑛士、伊藤俊介（オズワルド）               | -      |
| 502 | 5月5日   | 豊崎由里絵、笠松将、泉谷しげる                               | -      |
| 503 | 5月12日  | 田中卓志（アンガールズ）、安藤優子、呂布カルマ               | -      |
| 504 | 5月19日  | 瀧波ユカリ、ヒロミ、石原良純                                 | -      |
| 505 | 5月26日  | 伊藤俊介（オズワルド）、shoji（s**t kingz）、柴田亜美        | -      |
| 506 | 6月2日   | 今村翔吾、眞鍋かをり、小宮浩信（三四郎）                     | -      |
| 507 | 6月9日   | 三田友梨佳、鈴木おさむ、河井ゆずる（アインシュタイン）       | -      |
| 508 | 6月16日  | 岩尾望（フットボールアワー）、安藤優子、マキタスポーツ       | -      |
| 509 | 6月23日  | 松岡充（SOPHIA）、ヒロミ、ナヲ（マキシマム ザ ホルモン）     | -      |
| 510 | 6月30日  | いとうあさこ、坂上忍、辰巳雄大（ふぉ〜ゆ〜）                 | -      |
| 511 | 7月7日   | 谷まりあ、奥田修二（ガクテンソク）、武田鉄矢                 | -      |
| 512 | 7月14日  | 西村真二（コットン）、古舘伊知郎、高橋真麻                   | -      |
| 513 | 7月28日  | 矢田亜希子、ヒロミ、東儀秀樹                                 | -      |
| 514 | 8月4日   | 神田愛花、笠松将、伊藤俊介（オズワルド）                     | -      |
| 515 | 8月11日  | 最上もが、バカリズム、石原良純                               | -      |
| 516 | 8月18日  | 兼近大樹（EXIT）、安藤優子、古市憲寿                         | -      |
| 517 | 8月25日  | 野沢直子、ウエンツ瑛士、国山ハセン                           | -      |
| 518 | 9月1日   | 新山（さや香）、西川貴教（T.M.Revolution）、豊崎由里絵       | -      |
| 519 | 9月8日   | 森泉、ヒロミ、呂布カルマ                                     | -      |
| 520 | 9月15日  | shoji（s**t kingz）、浅田舞、石原良純                        | -      |
| 521 | 9月22日  | 川崎希、奥田修二（ガクテンソク）、武田鉄矢                   | -      |
| 522 | 9月29日  | 神田愛花、鈴木おさむ、小宮浩信（三四郎）                     | -      |
| 523 | 10月6日  | 豊崎由里絵、笠松将、泉谷しげる                               | -      |
| 524 | 10月13日 | 眞鍋かをり、ヒロミ、今村翔吾                                 | -      |
| 525 | 10月20日 | 井上裕介（NON STYLE）、ウエンツ瑛士、瀧波ユカリ              | -      |
| 526 | 11月3日  | 国山ハセン、浅田舞、カンニング竹山                           | -      |
| 527 | 11月10日 | 岩田明子、安藤優子、呂布カルマ、国山ハセン、カンニング竹山   | -      |
| 528 | 11月17日 | 古舘伊知郎、バカリズム、豊崎由里絵                           | -      |
| 529 | 11月24日 | 三田友梨佳、ヒロミ、shoji（s**t kingz）                      | -      |
| 530 | 12月1日  | 神田愛花、伊藤俊介（オズワルド）、石原良純                   | -      |
| 531 | 12月8日  | 加藤綾菜、鈴木おさむ、新山（さや香）                         | -      |
| 532 | 12月15日 | 権田修一、関口メンディー、豊崎由里絵                         | -      |
| 533 | 12月22日 | 兼近大樹（EXIT）、安藤優子、武田鉄矢                         | -      |

| 回  | 放送日  | ゲストコメンテーター                                           | ゲスト |
| --- | ------- | -------------------------------------------------------------- | ------ |
| 534 | 1月12日 | 神田愛花、小木博明（おぎやはぎ）、武田鉄矢                     | -      |
| 535 | 1月19日 | 棚橋弘至、ヒロミ、岩田明子                                     | -      |
| 536 | 1月26日 | 西村真二（コットン）、安藤優子、呂布カルマ                     | -      |
| 537 | 2月2日  | 井上裕介（NON STYLE）、西川貴教（T.M.Revolution）、豊崎由里絵  | -      |
| 538 | 2月9日  | 浅田舞、バカリズム、泉谷しげる                                 | -      |
| 539 | 2月16日 | 今村翔吾、いとうあさこ、石原良純                               | -      |
| 540 | 2月23日 | 加藤綾菜、ウエンツ瑛士、武田鉄矢                               | -      |
| 541 | 3月2日  | 鈴木おさむ、神田愛花、ヒロミ、伊藤俊介（オズワルド）           | -      |
| 542 | 3月16日 | 清塚信也、田中卓志（アンガールズ）、ウエンツ瑛士、立川志らく   | -      |
| 543 | 3月23日 | 石原良純、安藤優子、バカリズム、泉谷しげる                     | -      |
| 544 | 3月30日 | 神田愛花、ヒロミ、西川貴教（T.M.Revolution）、兼近大樹（EXIT） | -      |

## スタッフ
- ナレーター：杉原千尋
- 構成：そーたに / カツオ、長谷川優 / 高須光聖
- TP：江藤秀一（フジテレビ）
- TM：鈴木達雄
- SW：岩田一己
- カメラ：木俣希
- 音声：加瀬悦史
- VE：高橋正直
- 照明：岩村信夫
- マルチ：水上桂介
- 美術プロデューサー：平井秀樹（フジテレビ／フジアール）
- デザイン：鈴木賢太（フジテレビ／フジアール）[55]
- 美術進行：林勇（フジアール、一時離脱→復帰）
- 大道具：志賀史樹
- 小道具：門間誠
- アクリル装飾：伊藤幸枝
- 電飾：鈴木健也
- アートフレーム：石井智之
- メイク：山田かつら
- 取材協力：クワデータ
- CGデザイン：木本禎子（フジテレビ）
- 3DVFX：相馬揚介
- 編集：横山勇介、齋藤沙矢香（横山が担当出来ない回を担当）
- MA：阿部雄太、佐々木めぐみ、井上葵（週替り）
- 音響効果：田中寿一、越塚仁士
- 技術協力：ニユーテレス、フジアール、fmt、IMAGICA、J-WORKS、インターナショナルクリエイティブ
- 制作協力：吉本興業
- 編成：赤池洋文（フジテレビ）
- 広報：齋田悠（フジテレビ）
- TK：江野澤郁子
- デスク：佐々木紗華
- AD︰久保田美里、猪狩緋菜、椎葉瑠依菜、大森青輝、髙力ちひろ、金子広樹、郷野珠実（週替り）
- ディレクター：青木孝之（青木→クリエイターズボックス）、林千恵子、峠奈緒、林竜作、鍋嶋達斗、飯沼慶治郎、大和田祐人、小原麗未（鍋嶋・小原→以前はFD）
- プロデューサー：矢﨑裕明（フジテレビ、以前はディレクター）、西村陽次郎（フジテレビ・情報企画開発部）、土屋直喜（吉本興業[注 42]）、利光智子（ケーテン、以前はAP）、小林靖（やす）子（エスエスシステム）
- 演出・プロデューサー：宮川直樹（フジテレビ、2024年4月7日 - 、以前はディレクター→演出）
- チーフプロデューサー：石川綾一（フジテレビ、2019年7月28日 - ）
- 制作：フジテレビ編成総局バラエティ制作局バラエティ制作センター（旧バラエティ制作センター→バラエティ制作部→制作局第二制作センター→編成局制作センター第二制作室→編成制作局制作センター第二制作室→編成制作局バラエティ制作センター）
- 制作著作：フジテレビ

### 過去のスタッフ
- 制作統括：中嶋優一（フジテレビ、2019年7月28日 - 2020年9月27日、昼前時代 - 2019年7月21日まではCP）[注 43]
- ナレーション：島田彩夏、永尾亜子、海老原優香、竹下陽平
- 構成：さだ、宮丸直子
- TP：塩津英史・児玉洋（フジテレビ）
- TD：高瀬義美（以前はTM）
- カメラ：宮崎健司、澤田浩
- 美術制作：三竹寛典・板谷栄司（フジテレビ）
- 美術進行：内山高太郎、鈴木あみ
- 大道具：松本達也、小原哲夫
- アクリル：斉藤祐介
- 電飾：森智
- 植木装飾：広田明
- マルチ：太田和明
- ヘアメイク：TEES
- スタイリスト：高堂のりこ
- CGタイトル：山口剛
- MA：岩佐早紀子
- 音響効果：多田思央美 (J-works)
- 編成：吉田寛生・鈴木康平（フジテレビ）
- 広報：瀬田裕幸・池田綾子・小山雅浩（フジテレビ）
- デスク：伊藤藍、市川亜季、高橋沙織、海藤智美、山崎尚美
- ディレクター：永田修一、廣井敦、日置祐貴（日置→フジテレビ）、斉藤健・伊藤恭平（斉藤・伊藤→以前はFD）、齊藤崇晃、池田浩士（NEXTEP）、須貝暢夫（須貝→クリエイターズボックス）、高橋恭平・木村剛・渡辺恭平（木村・渡辺→フジテレビ）、岩田信歩、幸田拓也（幸田→以前はFD）、倉林映里／藤田賢城（B面）
- プロデューサー：山本布美江・五十嵐剛・松本祐紀・西村宗範（以上フジテレビ）、織田直也・亀井俊徳・増田潤則・中田美津子（以上よしもとクリエイティブ・エージェンシー）、朝倉千代子（アルファ・グリッド）
- 演出：竹内誠（フジテレビ、深夜時代はCP兼任）

## ネット局
昼前・1部制時代と2部制時代は、それぞれ全編ローカルセールス枠のため、フジテレビ以外の通常時同時ネット局でも、編成の都合上、後刻振替となったり、臨時非ネットとなる場合がある。

### 昼前・1部制時代
2016年10月以降。
| 放送対象地域  | 放送局                    | 系列                                         | 放送日時           | ネット状況 |
| ------------- | ------------------------- | -------------------------------------------- | ------------------ | ---------- |
| 関東広域圏    | フジテレビ（CX）          | フジテレビ系列                               | 日曜 10:00 - 11:15 | 制作局     |
| 北海道        | 北海道文化放送（UHB）     | フジテレビ系列                               | 日曜 10:00 - 11:15 | 同時ネット |
| 岩手県        | 岩手めんこいテレビ（mit） | フジテレビ系列                               | 日曜 10:00 - 11:15 | 同時ネット |
| 宮城県        | 仙台放送（OX）            | フジテレビ系列                               | 日曜 10:00 - 11:15 | 同時ネット |
| 秋田県        | 秋田テレビ（AKT）         | フジテレビ系列                               | 日曜 10:00 - 11:15 | 同時ネット |
| 山形県        | さくらんぼテレビ（SAY）   | フジテレビ系列                               | 日曜 10:00 - 11:15 | 同時ネット |
| 福島県        | 福島テレビ（FTV）         | フジテレビ系列                               | 日曜 10:00 - 11:15 | 同時ネット |
| 新潟県        | NST新潟総合テレビ（NST）  | フジテレビ系列                               | 日曜 10:00 - 11:15 | 同時ネット |
| 長野県        | 長野放送（NBS）           | フジテレビ系列                               | 日曜 10:00 - 11:15 | 同時ネット |
| 静岡県        | テレビ静岡（SUT）         | フジテレビ系列                               | 日曜 10:00 - 11:15 | 同時ネット |
| 富山県        | 富山テレビ（BBT）         | フジテレビ系列                               | 日曜 10:00 - 11:15 | 同時ネット |
| 石川県        | 石川テレビ（ITC）         | フジテレビ系列                               | 日曜 10:00 - 11:15 | 同時ネット |
| 福井県        | 福井テレビ（FTB）         | フジテレビ系列                               | 日曜 10:00 - 11:15 | 同時ネット |
| 中京広域圏    | 東海テレビ（THK）         | フジテレビ系列                               | 日曜 10:00 - 11:15 | 同時ネット |
| 近畿広域圏    | 関西テレビ（KTV）         | フジテレビ系列                               | 日曜 10:00 - 11:15 | 同時ネット |
| 鳥取県 島根県 | さんいん中央テレビ（TSK） | フジテレビ系列                               | 日曜 10:00 - 11:15 | 同時ネット |
| 岡山県 香川県 | 岡山放送（OHK）           | フジテレビ系列                               | 日曜 10:00 - 11:15 | 同時ネット |
| 広島県        | テレビ新広島（tss）       | フジテレビ系列                               | 日曜 10:00 - 11:15 | 同時ネット |
| 愛媛県        | テレビ愛媛（EBC）         | フジテレビ系列                               | 日曜 10:00 - 11:15 | 同時ネット |
| 高知県        | 高知さんさんテレビ（KSS） | フジテレビ系列                               | 日曜 10:00 - 11:15 | 同時ネット |
| 福岡県        | テレビ西日本（TNC）       | フジテレビ系列                               | 日曜 10:00 - 11:15 | 同時ネット |
| 佐賀県        | サガテレビ（STS）         | フジテレビ系列                               | 日曜 10:00 - 11:15 | 同時ネット |
| 長崎県        | テレビ長崎（KTN）         | フジテレビ系列                               | 日曜 10:00 - 11:15 | 同時ネット |
| 熊本県        | テレビくまもと（TKU）     | フジテレビ系列                               | 日曜 10:00 - 11:15 | 同時ネット |
| 鹿児島県      | 鹿児島テレビ（KTS）       | フジテレビ系列                               | 日曜 10:00 - 11:15 | 同時ネット |
| 沖縄県        | 沖縄テレビ（OTV）         | フジテレビ系列                               | 日曜 10:00 - 11:15 | 同時ネット |
| 大分県        | テレビ大分（TOS）         | 日本テレビ系列 フジテレビ系列                | 日曜 10:00 - 11:15 | 同時ネット |
| 宮崎県        | テレビ宮崎（UMK）         | フジテレビ系列 日本テレビ系列 テレビ朝日系列 | 日曜 10:00 - 11:15 | 同時ネット |

### 過去のネット局
- 青森テレビ（ATV）[注 47][注 48]

### 昼前・2部制時代
2014年4月から2016年9月まで。
| 放送対象地域  | 放送局                    | 系列                                         | 放送日時                     | 放送日時                     | ネット状況                  |
| 放送対象地域  | 放送局                    | 系列                                         | 第1部（ワイドナショー）      | 第2部（ワイドナB面）         | ネット状況                  |
| ------------- | ------------------------- | -------------------------------------------- | ---------------------------- | ---------------------------- | --------------------------- |
| 関東広域圏    | フジテレビ（CX）          | フジテレビ系列                               | 日曜 10:00 - 10:55           | 日曜 10:55 - 11:15           | 制作局                      |
| 北海道        | 北海道文化放送（UHB）     | フジテレビ系列                               | 日曜 10:00 - 10:55           | 日曜 10:55 - 11:15           | 同時ネット                  |
| 岩手県        | 岩手めんこいテレビ（mit） | フジテレビ系列                               | 日曜 10:00 - 10:55           | 日曜 10:55 - 11:15           | 同時ネット                  |
| 宮城県        | 仙台放送（OX）            | フジテレビ系列                               | 日曜 10:00 - 10:55           | 日曜 10:55 - 11:15           | 同時ネット                  |
| 秋田県        | 秋田テレビ（AKT）         | フジテレビ系列                               | 日曜 10:00 - 10:55           | 日曜 10:55 - 11:15           | 同時ネット                  |
| 山形県        | さくらんぼテレビ（SAY）   | フジテレビ系列                               | 日曜 10:00 - 10:55           | 日曜 10:55 - 11:15           | 同時ネット                  |
| 福島県        | 福島テレビ（FTV）         | フジテレビ系列                               | 日曜 10:00 - 10:55           | 日曜 10:55 - 11:15           | 同時ネット                  |
| 新潟県        | 新潟総合テレビ（NST）     | フジテレビ系列                               | 日曜 10:00 - 10:55           | 日曜 10:55 - 11:15           | 同時ネット                  |
| 長野県        | 長野放送（NBS）           | フジテレビ系列                               | 日曜 10:00 - 10:55           | 日曜 10:55 - 11:15           | 同時ネット                  |
| 静岡県        | テレビ静岡（SUT）         | フジテレビ系列                               | 日曜 10:00 - 10:55           | 日曜 10:55 - 11:15           | 同時ネット                  |
| 富山県        | 富山テレビ（BBT）         | フジテレビ系列                               | 日曜 10:00 - 10:55           | 日曜 10:55 - 11:15           | 同時ネット                  |
| 石川県        | 石川テレビ（ITC）         | フジテレビ系列                               | 日曜 10:00 - 10:55           | 日曜 10:55 - 11:15           | 同時ネット                  |
| 福井県        | 福井テレビ（FTB）         | フジテレビ系列                               | 日曜 10:00 - 10:55           | 日曜 10:55 - 11:15           | 同時ネット                  |
| 中京広域圏    | 東海テレビ（THK）         | フジテレビ系列                               | 日曜 10:00 - 10:55           | 日曜 10:55 - 11:15           | 同時ネット                  |
| 鳥取県 島根県 | 山陰中央テレビ（TSK）     | フジテレビ系列                               | 日曜 10:00 - 10:55           | 日曜 10:55 - 11:15           | 同時ネット                  |
| 岡山県 香川県 | 岡山放送（OHK）           | フジテレビ系列                               | 日曜 10:00 - 10:55           | 日曜 10:55 - 11:15           | 同時ネット                  |
| 広島県        | テレビ新広島（tss）       | フジテレビ系列                               | 日曜 10:00 - 10:55           | 日曜 10:55 - 11:15           | 同時ネット                  |
| 愛媛県        | テレビ愛媛（EBC）         | フジテレビ系列                               | 日曜 10:00 - 10:55           | 日曜 10:55 - 11:15           | 同時ネット                  |
| 高知県        | 高知さんさんテレビ（KSS） | フジテレビ系列                               | 日曜 10:00 - 10:55           | 日曜 10:55 - 11:15           | 同時ネット                  |
| 福岡県        | テレビ西日本（TNC）       | フジテレビ系列                               | 日曜 10:00 - 10:55           | 日曜 10:55 - 11:15           | 同時ネット                  |
| 佐賀県        | サガテレビ（STS）         | フジテレビ系列                               | 日曜 10:00 - 10:55           | 日曜 10:55 - 11:15           | 同時ネット                  |
| 長崎県        | テレビ長崎（KTN）         | フジテレビ系列                               | 日曜 10:00 - 10:55           | 日曜 10:55 - 11:15           | 同時ネット                  |
| 熊本県        | テレビくまもと（TKU）     | フジテレビ系列                               | 日曜 10:00 - 10:55           | 日曜 10:55 - 11:15           | 同時ネット                  |
| 鹿児島県      | 鹿児島テレビ（KTS）       | フジテレビ系列                               | 日曜 10:00 - 10:55           | 日曜 10:55 - 11:15           | 同時ネット                  |
| 沖縄県        | 沖縄テレビ（OTV）         | フジテレビ系列                               | 日曜 10:00 - 10:55           | 日曜 10:55 - 11:15           | 同時ネット                  |
| 宮崎県        | テレビ宮崎（UMK）         | フジテレビ系列 日本テレビ系列 テレビ朝日系列 | 日曜 10:00 - 10:55           | 日曜 10:55 - 11:15           | 同時ネット                  |
| 大分県        | テレビ大分（TOS）         | 日本テレビ系列 フジテレビ系列                | 日曜 10:00 - 10:55           | 不定期放送                   | 1部：同時ネット 2部：不定期 |
| 近畿広域圏    | 関西テレビ（KTV）         | フジテレビ系列                               | 火曜 0:25 - 1:22（月曜深夜） | 火曜 1:22 - 1:42（月曜深夜） | 遅れネット                  |
| 青森県        | 青森テレビ（ATV）         | TBS系列                                      | 土曜 10:00 - 10:55           | 土曜 10:55 - 11:15           | 遅れネット                  |

### 深夜時代
| 放送対象地域   | 放送局                    | 系列           | 放送日時                     | 放送期間                       | ネット状況 |
| -------------- | ------------------------- | -------------- | ---------------------------- | ------------------------------ | ---------- |
| 関東広域圏     | フジテレビ（CX）          | フジテレビ系列 | 火曜 0:35 - 1:25（月曜深夜） | 2013年10月15日 - 2014年3月18日 | 制作局     |
| 宮城県         | 仙台放送（OX）            | フジテレビ系列 | 火曜 0:35 - 1:25（月曜深夜） | 2013年10月15日 - 2014年3月18日 | 同時ネット |
| 秋田県         | 秋田テレビ（AKT）         | フジテレビ系列 | 火曜 0:35 - 1:25（月曜深夜） | 2013年10月15日 - 2014年3月18日 | 同時ネット |
| 山形県         | さくらんぼテレビ（SAY）   | フジテレビ系列 | 火曜 0:35 - 1:25（月曜深夜） | 2013年10月15日 - 2014年3月18日 | 同時ネット |
| 新潟県         | 新潟総合テレビ（NST）     | フジテレビ系列 | 火曜 0:35 - 1:25（月曜深夜） | 2013年10月15日 - 2014年3月18日 | 同時ネット |
| 長野県         | 長野放送（NBS）           | フジテレビ系列 | 火曜 0:35 - 1:25（月曜深夜） | 2013年10月15日 - 2014年3月18日 | 同時ネット |
| 岡山県・香川県 | 岡山放送（OHK）           | フジテレビ系列 | 火曜 0:35 - 1:25（月曜深夜） | 2013年10月15日 - 2014年3月18日 | 同時ネット |
| 広島県         | テレビ新広島（tss）       | フジテレビ系列 | 火曜 0:35 - 1:25（月曜深夜） | 2013年10月15日 - 2014年3月18日 | 同時ネット |
| 愛媛県         | テレビ愛媛（EBC）         | フジテレビ系列 | 火曜 0:35 - 1:25（月曜深夜） | 2013年10月15日 - 2014年3月18日 | 同時ネット |
| 高知県         | 高知さんさんテレビ（KSS） | フジテレビ系列 | 火曜 0:35 - 1:25（月曜深夜） | 2013年10月15日 - 2014年3月18日 | 同時ネット |
| 福岡県         | テレビ西日本（TNC）       | フジテレビ系列 | 火曜 0:35 - 1:25（月曜深夜） | 2013年10月15日 - 2014年3月18日 | 同時ネット |
| 近畿広域圏     | 関西テレビ（KTV）         | フジテレビ系列 | 火曜 1:30 - 2:20（月曜深夜） | 2013年10月15日 - 2014年3月18日 | 55分遅れ   |
| 福井県         | 福井テレビ（FTB）         | フジテレビ系列 | 火曜 0:45 - 1:35（月曜深夜） | 2013年10月22日 - 2014年3月25日 | 遅れネット |
| 北海道         | 北海道文化放送（uhb）     | フジテレビ系列 | 火曜 0:50 - 1:40（月曜深夜） | 2013年10月22日 - 2014年3月25日 | 遅れネット |
| 石川県         | 石川テレビ（ITC）         | フジテレビ系列 | 火曜 0:45 - 1:35（月曜深夜） | 2014年1月7日 - 3月25日         | 遅れネット |
| 富山県         | 富山テレビ（BBT）         | フジテレビ系列 | 土曜 1:10 - 2:00（金曜深夜） | 2013年10月26日 - 2014年3月29日 | 遅れネット |
| 鹿児島県       | 鹿児島テレビ（KTS）       | フジテレビ系列 | 土曜 1:35 - 2:25（金曜深夜） | 2013年10月26日 - 2014年3月29日 | 遅れネット |
| 静岡県         | テレビ静岡（SUT）         | フジテレビ系列 | 土曜 1:26 - 2:16（金曜深夜） | 2013年12月7日 - 2014年3月29日  | 遅れネット |
| 鳥取県 島根県  | 山陰中央テレビ（TSK）     | フジテレビ系列 | 日曜 1:05 - 1:55（土曜深夜） | 2013年10月27日 - 2014年3月30日 | 遅れネット |
| 熊本県         | テレビくまもと（TKU）     | フジテレビ系列 | 木曜 0:35 - 1:25（水曜深夜） | 2013年10月31日 - 2014年4月2日  | 遅れネット |
| 青森県         | 青森テレビ（ATV）         | TBS系列        | 月曜 23:58 - 翌0:48          | 2013年10月21日 - 2014年3月24日 | 遅れネット |